# George S. Patton
George Smith Patton Jr. (São Gabriel, 11 de novembro de 1885 – Heidelberg, 21 de dezembro de 1945) foi um oficial militar do Exército dos Estados Unidos que liderou forças norte-americanas no Mediterrâneo e Europa durante a Segunda Guerra Mundial, sendo mais conhecido por suas campanhas na Frente Ocidental após a invasão da Normandia em 1944.
Patton nasceu em uma família de tradição militar, tendo estudado na Academia Militar dos Estados Unidos. Ele praticou esgrima e projetou o Sabre de Cavalaria M1913, mais conhecido como a "Espada de Patton". Teve sua primeira experiência de combate em 1916 na Expedição Pancho Villa, participando da primeira ação militar norte-americana que envolveu veículos motorizados. Patton, depois, juntou-se ao recém-formado Corpo de Tanques das Forças Expedicionárias Americanas e lutou na Primeira Guerra Mundial, comandando a escola de tanques na França até ser ferido ao liderar sua brigada em combate quase no fim do confronto. Ele permaneceu como uma das principais figuras no desenvolvimento da guerra mecanizada norte-americana no período entreguerras, servindo em várias posições administrativas por todo o país. Patton subiu pelas patentes até comandar a 2ª Divisão Blindada na época em que os Estados Unidos entraram na Segunda Guerra Mundial.
Ele liderou as tropas norte-americanas no Mediterrâneo na Operação Tocha de 1942, posteriormente estabelecendo-se como um comandante eficiente através de sua rápida reabilitação do desmoralizado II Corpo do exército no Norte da África. Patton então comandou o Sétimo Exército na invasão da Sicília, sendo o primeiro comandante aliado a alcançar Messina. Lá ele se envolveu em uma controvérsia ao bater em dois de seus soldados que estavam sofrendo de estresse pós-traumático, sendo temporariamente removido de seus comandos e utilizado na Operação Fortitude de desinformação. Patton voltou em junho de 1944 para comandar o Terceiro Exército após a invasão da Normandia, liderando uma rápida e bem-sucedida marcha pela França. Ele estava à frente das forças que aliviaram a pressão sobre as sitiadas tropas norte-americanas em Bastogne durante a Batalha das Ardenas, avançando com suas forças para dentro da Alemanha Nazista até o final da guerra.
Patton foi nomeado governador militar da Baviera após a guerra, porém foi tirado do posto por causa de suas declarações banalizando a desnazificação e colocado para comandar o Décimo Quinto Exército. Ele morreu pouco mais de dois meses depois no final de 1945 devido ferimentos causados por um acidente automobilístico ocorrido doze dias antes. Sua imagem pitoresca, personalidade forte e sucesso como comandante muitas vezes foram ofuscadas por suas declarações públicas controversas. Sua filosofia de liderar a partir do fronte e habilidade de inspirar tropas por meio de discursos cheios de palavrões lhe deram atenção positiva. Sua ênfase em ações ofensivas agressivas mostrou-se eficaz. Apesar dos líderes aliados terem opiniões bem divergentes sobre Patton, seus adversários no Supremo Comando Alemão tinham opiniões muito positivas. O filme Patton de 1970 foi muito popular e ajudou a transformá-lo em um herói norte-americano.

## Início de vida
George Smith Patton Jr. nasceu no dia 11 de novembro de 1885 em São Gabriel, Califórnia, Estados Unidos, filho de George S. Patton e Ruth Wilson. Ele tinha uma única irmã mais nova chamada Anne. A família era de ascendência irlandesa, escocesa-irlandesa, inglesa e galesa. Sua bisavó vinha de uma família galesa aristocrata, descendente de muitos lordes galeses de Glamorgan que possuíam um grande passado militar. Algumas de suas raízes coloniais inglesas podiam ser traçadas até o bisavô de George Washington, porém Patton não era em si um descendente de Washington. Além disso, ele descendia do rei Eduardo I da Inglaterra através de seu filho Edmundo de Woodstock, 1.º Conde de Kent. Crenças das família Patton afirmavam que eles também descendiam de dezesseis barões que haviam assinado a Magna Carta.
Patton acreditava em reencarnação e que tinha vívido vidas anteriores como soldado, orgulhando-se dos laços místicos com seus antepassados, algo que formava parte central de sua identidade. O primeiro Patton na América do Norte foi Robert Patton, nascido na Escócia. Ele imigrou para Fairfax na Virgínia em 1769 ou 1770. Seu avô paterno era George S. Patton Sr., que comandou a 22ª Infantaria da Virgínia na Guerra de Secessão e foi morto na Terceira Batalha de Winchester, enquanto seu tio-avô Waller T. Patton morreu no Assalto de Pickett durante a Batalha de Gettysburg. Patton também descendia de Hugh Mercer, morto na Batalha de Princeton na Guerra da Independência. Seu pai era um rico fazendeiro que fora um advogado e promotor do Condado de Los Angeles, já seu avô materno Benjamin Davis Wilson foi o segundo prefeito de Los Angeles.

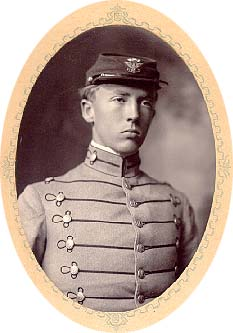
Patton em 1907.

Patton teve dificuldades para aprender a ler e escrever, algo que alguns historiadores creditaram a uma dislexia não diagnosticada, porém ele eventualmente superou esses problemas e ficou conhecido em sua vida adulta como um ávido leitor. Ele estudou em casa até os onze anos de idade, quando foi matriculado na Escola Stephen Clark para Meninos, uma instituição particular de Pasadena. Patton foi descrito como um menino inteligente e muito versado em história militar clássica, particularmente sobre os feitos de Júlio César, Joana d'Arc, Napoleão Bonaparte e Cipião Africano. Ele também era um hipista habilidoso. Patton acabou conhecendo Beatrice Banning Ayer, filha do industrialista Frederick Ayer, durante uma viagem de família para a Ilha de Santa Catalina em 1902. Os dois casaram-se no dia 26 de maio de 1910 em Beverly, Massachusetts. O casal teve três filhos: Beatrice Smith Patton, Ruth Ellen Patton e George S. Patton IV.
Ele nunca considerou seriamente outra carreira além da militar, dessa forma escreveu em 1902 ao senador Thomas R. Bard pedindo uma nomeação para a Academia Militar dos Estados Unidos. Bard exigiu que Patton realizasse uma prova de admissão. Com a ajuda de seu pai, ele também se candidatou a vagas em várias universidades com programas do Corpo de Treinamento dos Oficiais de Reserva por temer ir mal na prova de West Point. Patton acabou aceito na Universidade de Princeton, porém escolheu cursar o Instituto Militar da Virgínia. Ele estudou lá entre 1903 e 1904, lutando com suas dificuldades de ler e escrever, mas ao mesmo tempo tendo desempenhos admiráveis em uniforme e inspeções de aparência, além de ir bem em exercícios militares, ganhando a admiração de seus colegas e o respeito de alunos veteranos. Bard finalmente o recomendou para West Point em 3 de março de 1904 depois de contínuas cartas e boa performance na prova de admissão.
Patton ajustou-se facilmente às rotinas de West Point. Mesmo assim, seu desempenho acadêmico foi tão ruim que foi forçado a repetir seu primeiro ano por ter reprovado em matemática. Ele ficou estudando durante toda suas férias e retornou mostrando uma melhora acadêmica considerável. Ficou acima da média em exercícios militares durante o restante de sua carreira em West Point, porém sua performance acadêmica permaneceu mediana. Patton foi cadete sargento-mor em seu primeiro ano e cadete adjunto no último. Ele também juntou-se ao time de futebol americano, porém não participou de vários jogos devido braço machucado, em vez disso entrando na esgrima e atletismo, rapidamente tornando-se o melhor esgrimista da academia. Se formou na 46ª posição de 103. Ele foi comissionado em 11 de junho de 1909 como segundo tenente de cavalaria.

## Oficial júnior

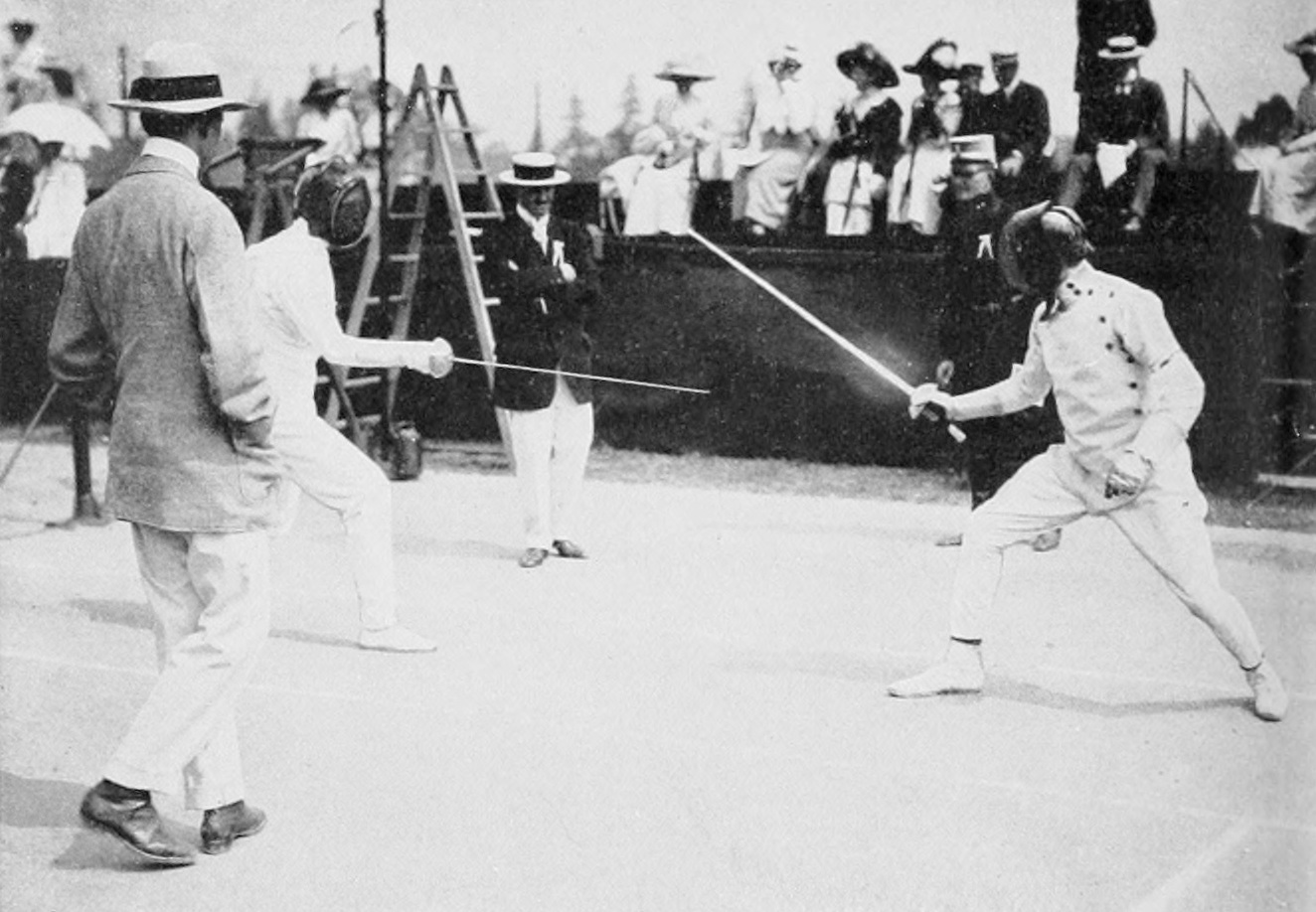
Patton (direita) competindo no pentatlo moderno nas Olimpíadas de 1912.

Sua primeira designação foi no 15º Regimento de Infantaria no Forte Sheridan, Illinois, onde estabeleceu-se como um líder linha-dura que impressionou seus superiores com sua dedicação. Patton foi transferido no final de 1911 para o Forte Myer na Virgínia, onde muitos dos principais líderes do Exército dos Estados Unidos estavam. Ele ficou amigo de Henry L. Stimson, então Secretário da Guerra, servindo como seu ajudante em funções sociais além de seus deveres regulares como quartel-mestre da tropa.
Patton foi escolhido como representante do exército na primeira edição do pentatlo moderno nos Jogos Olímpicos de Verão de 1912 em Estocolmo, Suécia, devido suas habilidades em corrida e esgrima. Dos 42 competidores, ele ficou em vigésimo primeiro no tiro com pistola, sétimo em natação, quarto em esgrima, sexto em hipismo e terceiro na corrida, terminando no geral em quinto lugar, a mais alta posição de um atleta não-sueco. Houve controvérsias sobre a performance de Patton na competição de tiro. Ele usou uma pistola calibre .38 enquanto a maioria dos outros competidores usaram uma calibre .22. Ele afirmou que os buracos no papel de seus disparos anteriores eram tão grandes que algumas de suas balas posteriores atravessaram por eles, porém os juízes decidiram que ele errou o alvo completamente uma vez. Competidores modernos hoje frequentemente empregam um fundo móvel para especificamente traçar vários tiros através do mesmo buraco e evitar um problema parecido. Patton muito provavelmente teria conquistado uma medalha olímpica no evento se sua asserção foi correta. Os juízes acabaram mantendo sua decisão original e o único comentário da Patton sobre a questão foi:
| “ | O elevado espírito do desportivismo e generosidade manifestado do começo ao fim falam volumes pelo caráter dos oficiais deste dia. Não houve um único incidente de um protesto, ou qualquer evasiva antidesportiva ou desentendimento por pontos que, eu devo dizer, mancharam algumas das outras competições civis nos Jogos Olímpicos. Cada homem fez seu melhor e tomou o que a sorte lhes enviou como um verdadeiro soldado, e no final todos nós nos sentimos mais como bons amigos e camaradas do que rivais em uma competição severa, mesmo assim este espírito de camaradagem não prejudicou de maneira alguma o zelo em que todos esforçaram-se em direção do sucesso. | ” |

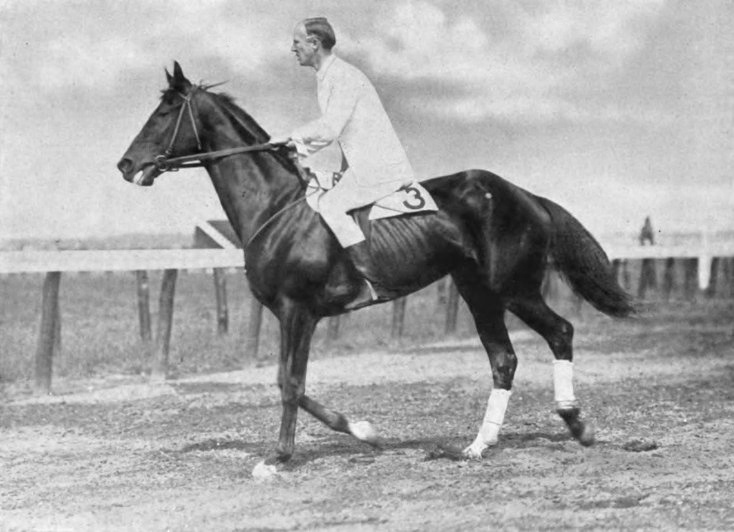
Patton cavalgando Wooltex em 1914.

Patton viajou para Saumur na França depois das olimpíadas, onde aprendeu técnicas de esgrima com Charles Cléry, um "mestre de armas" francês e instrutor de esgrima. Ele trouxe as técnicas aprendidas para Forte Myer e reelaborou a doutrina de combate com sabres na cavalaria, favorecendo ataques dianteiros de perfuração em vez dos movimentos laterais de corte, também projetando uma nova espada. Foi temporariamente designado para o escritório do Chefe do Estado Maior do Exército, com as primeiras vinte mil unidades de seu Sabre de Cavalaria M1913, popularmente conhecido como "Espada de Patton", sendo encomendadas em 1913.
Patton retornou para Saumur a fim de aprender técnicas mais avançadas antes de levá-las para a Escola de Serviço Montado em Forte Riley, Kansas, onde foi tanto aluno quanto instrutor de esgrima. Ele foi o primeiro oficial do exército a ser chamado de "Mestre da Espada", título indicando sua posição como principal instrutor da escola em esgrima. Patton chegou em setembro de 1913 e ensinou esgrima para outros oficiais de cavalaria, muitos dos quais tinham uma patente mais alta. Patton formou-se na escola em junho de 1915. Ele originalmente voltaria para o 15º Regimento, que seria enviado para as Filipinas. Patton temia que essa designação estagnasse sua carreira, assim viajou para Washington, D.C. durante seus onze dias de férias e convenceu amigos influentes a lhe conseguirem uma designação no 8º Regimento de Cavalaria em Forte Bliss no Texas, antecipando que a instabilidade no México poderia explodir em uma guerra civil. Enquanto isso, foi selecionado novamente pelo exército para participar dos Jogos Olímpicos de Verão de 1916, porém o evento foi cancelado devido a Primeira Guerra Mundial.

## Expedição Mexicana

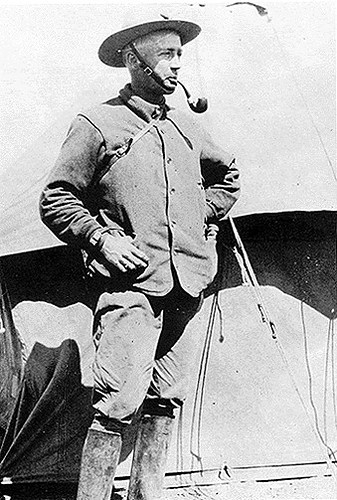
Patton c. 1915–1916

Patton foi designado em 1915 para patrulhar a fronteira junto com a Companhia A da 8ª Cavalaria, baseada em Sierra Blanca. Foi nessa época que ele começou a usar uma Colt .45 no cinto em vez de em um coldre, emulando a imagem de um cowboy. A pistola disparou automaticamente em uma noite, então ele a trocou por um revólver Colt Single Action Army com um cabo de marfim, arma que tornaria-se ícone da imagem de Patton. Ele foi transferido brevemente em 1915 para o Forte Leonard Wood no Missouri.
Forças mexicanas leais a Pancho Villa invadiram o Novo México em março de 1916 e atacaram a cidade de Columbus, matando vários norte-americanos. Os Estados Unidos lançaram em resposta uma expedição punitiva dentro do México contra Villa. Patton ficou afligido ao descobrir que sua unidade não iria participar, assim apelou ao comandante da expedição o general John J. Pershing, conseguindo ser nomeado seu ajudante pessoal durante a incursão. Isto significou que Patton teria algum papel na organização da operação, com sua avidez e dedicação à tarefa impressionando Pershing. Ele modelou muito do seu estilo de liderança baseado em Pershing, que favorecia uma abordagem forte, decisiva e comando do fronte. Patton supervisionou as logísticas dos transportes e atuou como mensageiro pessoal do general.
Patton pediu em abril para que Pershing lhe desse a oportunidade de comandar tropas, recebendo a Tropa C do 13º Regimento de Cavalaria com o objetivo de auxiliar na perseguição de Villa e seus subordinados. Sua primeira experiência de combate veio em 14 de maio de 1916 naquilo que tornou-se o primeiro ataque motorizado da história militar dos Estados Unidos. Patton liderou uma força de dez soldados e dois guias civis com o 6º Regimento de Infantaria em três automóveis 1915 Dodge Brothers Model 30-35, surpreendendo e matando Julio Cárdenas e seus dois guarda-costas na incursão. Não é claro se Patton matou pessoalmente algum dos três homens, porém sabe-se que ele feriu todos. A ação o fez cair nas graças de Pershing e atraiu grande atenção da mídia como um "matador de bandidos". Ele pouco depois foi promovido em 23 de maio a primeiro tenente enquanto fazia parte da 10ª Cavalaria. Patton permaneceu no México até o final do ano. O presidente Woodrow Wilson proibiu a expedição de conduzir patrulhas agressivas mais para o interior do território mexicano, assim a força permaneceu acampada por boa parte do tempo. Patton retornou brevemente para a Califórnia em outubro depois de se queimar com a explosão de uma lâmpada de gás. Ele voltou para a expedição em fevereiro de 1917.

## Primeira Guerra Mundial
Patton inicialmente foi enviado para Front Royal na Virgínia após a expedição com o objetivo de supervisionar a aquisição de cavalos para o exército, porém Pershing interveio em seu nome. O general foi nomeado comandante das Forças Expedicionárias Americanas depois dos Estados Unidos terem entrado na Primeira Guerra Mundial, com Patton pedindo para fazer parte de sua equipe. Ele foi promovido a capitão em 15 de maio de 1917 e partiu para a Europa junto com os 180 homens do grupo avançado de Pershing, chegando em Liverpool no Reino Unido em 8 de junho. Patton ficou como ajudante pessoal do general e supervisionou o treinamento das tropas norte-americanas em Paris até setembro, quando se mudou para Chaumont e foi designado como adjunto, comandando o quartel-general da companhia que supervisionava a base. Ele ficou insatisfeito com o posto e começou a se interessar em tanques, já que Pershing queria nomeá-lo comandante de um batalhão de infantaria. Ele conheceu o coronel Fox Conner enquanto estava em um hospital sofrendo de icterícia, quem o encorajou a trabalhar com tanques sobre a infantaria.

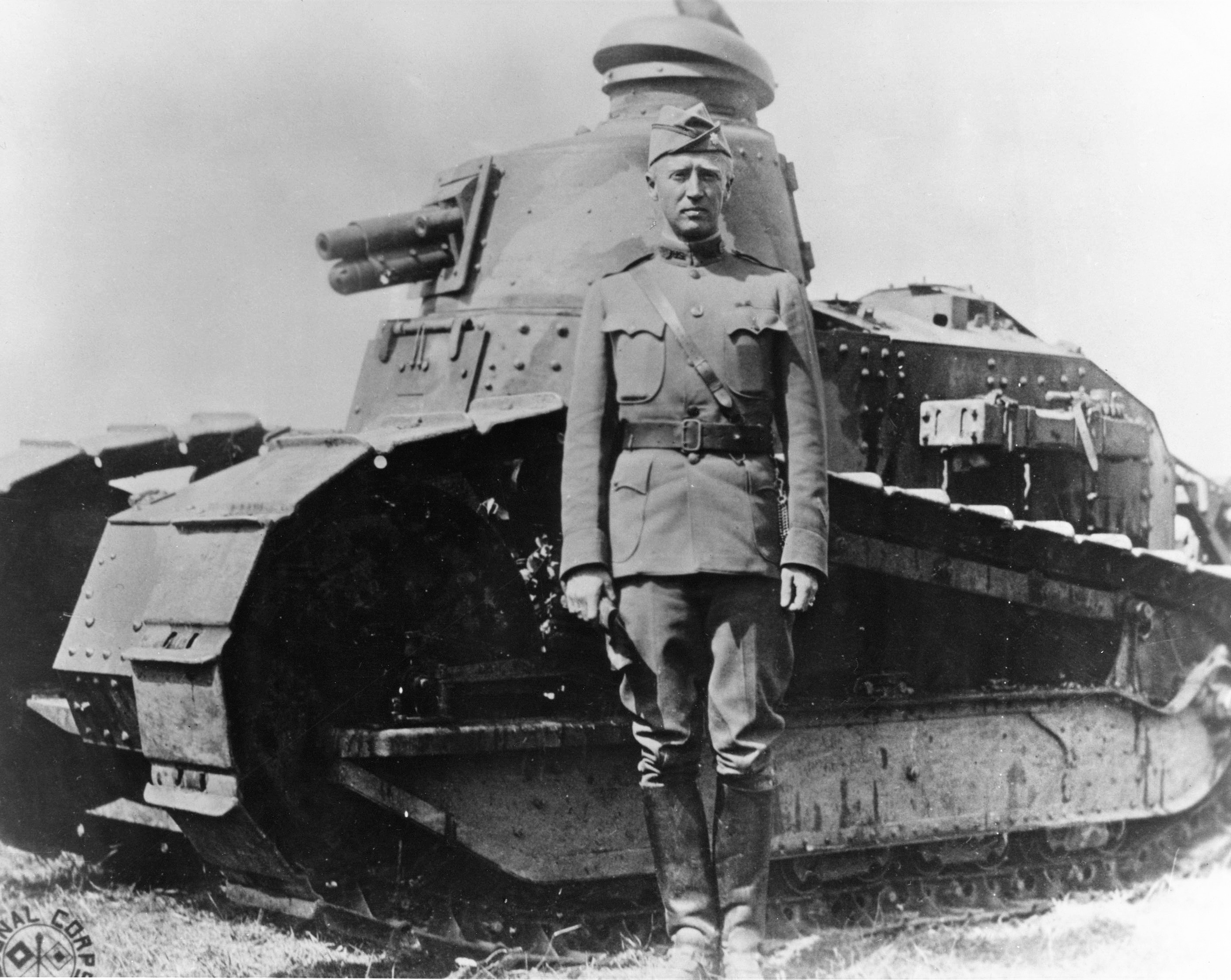
Patton na frente de um tanque francês Renault FT-17 na França em 1918.

Patton foi designado em 10 de novembro para estabelecer uma escola de tanques para as forças expedicionárias. Ele deixou Paris e se apresentou na escola de tanques do Exército de Terra Francês em Champlieu, onde dirigiu um tanque leve Renault FT-17, testando suas capacidades de cruzamento de trincheiras e manobras. Patton também visitou a fábrica da Renault com o objetivo de observar como esses mesmos tanques eram produzidos. Os britânicos lançaram o maior ataque à tanque da guerra no dia 20 de novembro na Batalha de Cambrai. Ele foi para o vilarejo de Albert, 48 quilômetros de Cambrai, ao fim de suas inspeções e foi informado sobre os resultados dos ataques pelo coronel J. F. C. Fuller, chefe do estado -maior do Corpo de Tanques Britânico. Patton foi promovido a major em 26 de janeiro de 1918. Ele recebeu seus primeiros dez tanques para sua escola em Langres no dia 23 de março, pessoalmente pilotando sete deles por ser o único soldado norte-americano com experiência na direção. Patton treinou equipes para operar tanques no apoio a unidades de infantaria, promovendo a aceitação das máquinas entre os reticentes oficiais de infantaria. Foi promovido a tenente-coronel em 3 de abril e cursou o Colégio da Equipe Geral do Exército em Landres.
Ele foi encarregado em agosto de 1918 do comando da 1ª Brigada Provisória de Tanques (redesignada em 6 de novembro como a 304ª Brigada de Tanques). Sua brigada era parte do Corpo de Tanques do coronel Samuel Rockenbach, pertencente ao Primeiro Exército dos Estados Unidos. Patton supervisionou pessoalmente todas as logísticas dos tanques em seu primeiro combate e fez o reconhecimento da área do primeiro ataque, ordenando que nenhum tanque fosse deixado para ser capturado pelo inimigo. Ele comandou os tanques Renault com as insígnias norte-americanas na Batalha de Saint-Mihiel, liderando os tanques do fronte durante boa parte do ataque, que começou no dia 12 de setembro. Patton caminhou na frente dos tanques no vilarejo capturado de Essey-et-Maizerais, andando no alto de um dos veículos durante o ataque a Pannes com o objetivo de inspirar seus homens.
Sua brigada em seguida foi para o apoio do I Corpo na Ofensiva Meuse-Argonne em 26 de setembro. Ele pessoalmente liderou uma tropa de tanques através de uma densa neblina enquanto avançavam oito quilômetros pelas linhas alemãs. Patton foi ferido na coxa esquerda por volta das 9h00min enquanto comandava seis homens e um tanque contra metralhadoras alemãs perto da cidade de Cheppy. O soldado primeira classe Joe Angelo salvou Patton e posteriormente recebeu a Cruz de Serviço Distinto. Patton comandou a batalha de uma cratera de artilharia por mais uma hora até ser evacuado, ainda parando em um posto de comando para submeter seu relatório antes de ser levado ao hospital. O major Sereno E. Brett, comandante do 326º Batalhão de Tanques, assumiu o comando da brigada. Patton foi promovido a coronel do Corpo de Tanques em 17 de outubro enquanto ainda recuperava-se. Ele voltou para o serviço em 28 de outubro, porém não participou de mais nenhuma ação por causa do fim das hostilidades com o armistício de 11 de novembro de 1918. Patton recebeu a Cruz de Serviço Distinto por suas ações em Cheppy; por sua liderança da brigada e da escola de tanques, recebeu a Medalha de Serviço Distinto; ele também recebeu o Coração Púrpuro por seus ferimentos de combate depois da condecoração ter sido criada em 1932.

## Entreguerras

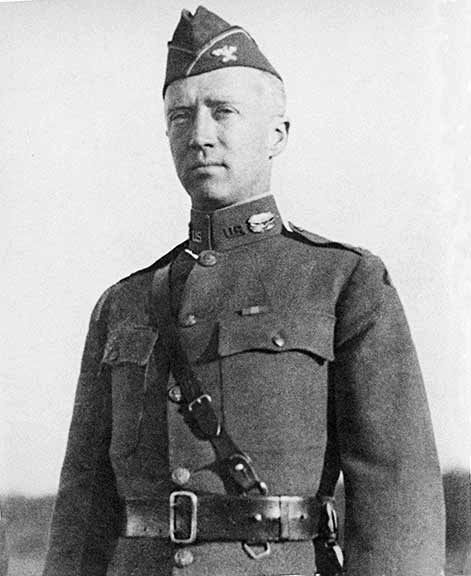
Patton c. 1919–1920.

Patton deixou a França e foi para Nova Iorque em 2 de março de 1919. Ele foi designado para o Forte George G. Meade em Maryland e revertido em 30 de junho de 1920 para sua patente permanente de capitão, porém foi promovido a major outra vez no dia seguinte. Patton foi transferido temporariamente para Washington a fim de servir em um comitê para escrever um manual sobre operações de tanques. Ele desenvolveu nessa época uma crença que os tanques não deveriam ser usados como suporte de infantaria, mas sim como uma força de combate independente. Patton apoiou o projeto do tanque M1919 de J. Walter Christie, porém foi arquivado devido considerações financeiras. Ele conheceu o então major Dwight D. Eisenhower em 1919 em Washington, quem desempenharia um papel enorme em sua carreira futura. Ambos corresponderam-se frequentemente enquanto Patton estava de serviço no Havaí, com ele enviando notas e ajuda para Eisenhower enquanto este estava estudando no Colégio do Pessoal Geral do exército. Ele defendeu um maior desenvolvimento de veículos blindados no período entreguerras com a ajuda de Christie, Eisenhower e outros oficiais. Estes pensamentos ressoaram com Dwight F. Davis, o Secretário da Guerra, porém o orçamento militar limitado e a prevalência dos já estabelecidos ramos de cavalaria e infantaria significaram que os Estados Unidos só desenvolveriam corpos de tanques em 1940.
Ele abriu mão do comando da 304ª Brigada em 30 de setembro de 1920 e foi transferido para o Forte Myer a fim de assumir o 3º Esquadrão, 3ª Cavalaria. Patton não gostava de sua função de oficial administrativo em tempos de paz, gastando boa parte de seu tempo escrevendo artigos técnicos e fazendo discursos sobre suas experiências de combate. Ele realizou o Curso de Oficiais de Campo de 1922 a 1923 na Escola da Cavalaria no Forte Riley, em seguida estudando até 1924 no Colégio de Comando e Pessoal Geral, onde se formou como 25º de 248. Patton resgatou várias crianças de afogarem-se em agosto de 1923 quando elas caíram de um iate em Salem, Massachusetts, posteriormente recebendo a Medalha Prateada Salva-Vidas por suas ações. Ele foi temporariamente designado para o Corpo do Pessoal Geral em Boston antes de ser transferido em março de 1925 para a Divisão Havaiana em Honolulu. Durante essa época foi parte de unidades responsáveis por defender as ilhas, escrevendo um plano de defesa chamado "Surpresa", que antecipava um ataque aéreo contra a base de Pearl Harbor, dez anos antes do ataque japonês em 7 de dezembro de 1941.
Patton foi nomeado oficial de operações da Divisão Havaiana e permaneceu no cargo durante vários meses, em seguida foi transferido em maio de 1927 para o Escritório do Chefe da Cavalaria em Washington, onde começou a desenvolver os primeiros conceitos da guerra mecanizada. Um experimento de curta duração para fundir a infantaria, cavalaria e artilharia em uma única força combinada foi cancelada após o Congresso dos Estados Unidos ter removido boa parte de seu financiamento. Patton deixou o cargo em 1931 e voltou para Massachusetts com o objetivo de estudar no Colégio de Guerra do Exército, tornando-se um "Formando Distinto" em junho de 1932.
Foi nomeado em julho de 1932 como o oficial executivo da 3ª Cavalaria, que foi enviada para Washington pelo general Douglas MacArthur, então o Chefe do Estado-Maior do Exército. Patton assumiu o comando de seiscentos homens e recebeu ordens de MacArthur em 28 de julho para avançar sua força contra um protesto de veteranos o Bonus Army usando gás lacrimogêneo e baionetas. Um dos veteranos dispersados foi Joe Angelo, quem havia salvado a vida de Patton na Primeira Guerra. Este reconheceu a legitimidade das reclamações dos veteranos e ficou muito insatisfeito com a conduta do general, tendo recusado-se a cumprir uma ordem anterior para empregar força armada com o objetivo de dispersar os manifestantes. Patton afirmou posteriormente que, apesar de achar seu dever "o mais desagradável", sentiu que parar o protesto preveniu uma insurreição mais violenta e salvou vidas e propriedades. Ele liderou pessoalmente a 3ª Cavalaria pela Avenida Pensilvânia a fim de dispersar o protesto.
Patton foi promovido a tenente-coronel em 1 de março de 1934 e foi transferido de volta para a Divisão Havaiana no começo do ano seguinte. Ele ficou deprimido pela falta de perspectiva de um novo conflito, passando a beber muito e ter vários casos extraconjugais, incluindo um com Jean Gordon, sua sobrinha por casamento de 21 anos.
Continuou praticando seus passatempos de polo e iatismo. Patton velejou para Los Angeles em 1937 a fim de passar por umas férias prolongadas, porém levou um coice de um cavalo e fraturou sua perna. Ele desenvolveu flebite do ferimento e quase morreu. O incidente quase forçou sua aposentadoria, porém uma designação administrativa de seis meses no Departamento Acadêmico da Escola de Cavalaria em Forte Riley o ajudaram a recuperar-se. Foi promovido a coronel em 24 de julho de 1938 e recebeu o comando do 5º Regimento de Cavalaria em Forte Clark, Texas, posto que apreciou, porém foi transferido para o Forte Riley novamente em dezembro como comandante da 3ª Cavalaria. Foi lá onde conheceu o general George Marshall, Chefe do Estado Maior do Exército, que ficou tão impressionado com Patton que o considerou como principal candidato para uma promoção a general. Mesmo assim, ele permaneceu coronel durante os tempos de paz a fim de poder ser elegível para o comando de um regimento.

## Segunda Guerra Mundial

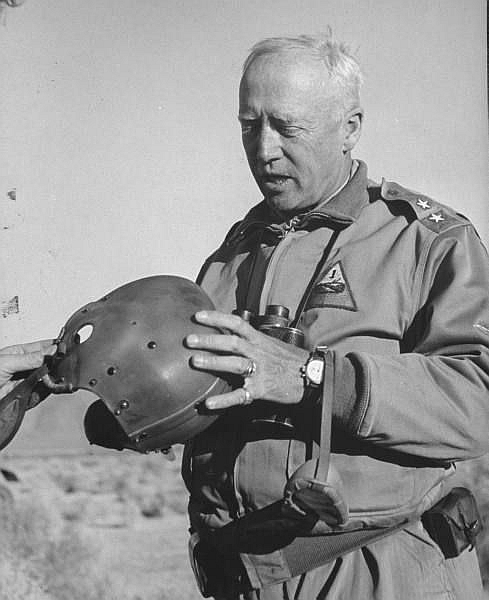
Patton durante as manobras de treinamentos em 1942.

O Exército dos Estados Unidos entrou em um período de mobilização depois da invasão da Polônia e o início da Segunda Guerra Mundial, com Patton sendo procurado para construir as forças blindadas do país. Ele serviu como árbitro em 1940 durante as manobras do Terceiro Exército, onde conheceu o general Adna R. Chaffee Jr., com os dois formulando recomendações para o desenvolvimento de uma força de tanques. Chaffee foi nomeado comandante e criou a 1ª Divisão Blindada e a 2ª Divisão Blindada, além da primeira doutrina de forças combinadas. Patton foi nomeado comandante da 2º Brigada Blindada, 2ª Divisão Blindada. Esta era uma das poucas organizadas como uma formação pesada de grande número de tanques, com Patton ficando encarregado de seu treinamento. Ele foi promovido a general de brigada em 2 de outubro e feito comandante interino de divisão no mês seguinte, recebendo outra promoção em 4 de abril de 1941 para major-general e comandante de divisão da 2º Divisão Blindada. Chaffee deixou a liderança do I Corpo Blindado e assim Patton tornou-se a figura mais proeminente dos Estados Unidos em tanques, organizando um enorme exercício com mais de mil tanques e outros veículos saindo de Columbus na Geórgia e indo até Panama City na Flórida, primeiro em dezembro de 1940 e depois novamente no mês seguinte com 1,3 mil veículos. Ele conseguiu um brevê e observou as manobras de um avião com o objetivo de encontrar modos para empregar os veículos de maneira mais efetiva em combate. Suas proezas o levaram para a capa da revista Life.
Patton liderou a divisão durante as Manobras do Tennessee em junho de 1941 e foi elogiado por sua liderança, executando em apenas nove horas todos os objetivos que haviam sido estimados em 48 horas. Sua divisão foi parte do Exército Vermelho perdedor na Fase I das Manobras da Luisiana, porém na fase seguinte foi colocado no Exército Azul. Sua divisão realizou uma corrida de 640 quilômetros ao redor do Exército Vermelho e "capturou" Shreveport. Sua divisão capturou o tenente-general Hugh Aloysius Drum, o comandante do exército inimigo, durante as Manobras da Carolina entre outubro e novembro. Patton recebeu o comando do I Corpo Blindado em 15 de janeiro de 1942 e estabeleceu no mês seguinte o Centro de Treinamento do Deserto no Vale Imperial para executar os exercícios. Estas manobras começaram no final de 1941 e prosseguiram até o verão de 1942. Ele escolheu uma área desértica de quarenta quilômetros quadrados aproximadamente oitenta quilômetros ao sul de Palm Springs. O general desde seus primeiros dias como comandante enfatizou a necessidade das forças blindadas estarem em contato constante com os inimigos. Seu instinto por movimentos ofensivos foi tipificado em uma resposta que ele deu para correspondentes de guerra em 1944. Ao ser perguntado se a rápida ofensiva do Terceiro Exército pela França deveria ser retardada a fim de reduzir o número de mortes, Patton respondeu dizendo que "Você desperdiça vidas humanas sempre que se reduz a velocidade de qualquer coisa". Ele adquiriu durante a guerra o apelido de "Velho Sangue e Tripas" por causa de seu entusiasmo pela batalha; soldados sob seu comando frequentemente brincavam ao dizer "sangue nosso, tripas dele". Ele ainda assim era admirado amplamente por seus homens. Patton também ficou conhecido simplesmente como "O Velho" entre seus comandados .

### Norte da África
Sob Eisenhower, Patton foi designado em 1942 para ajudar a planejar a invasão do Norte da África Francês como parte da Operação Tocha. Ele comandou a Força Tarefa Ocidental, formada por 33 mil homens e cem navios, em desembarques perto de Casablanca no Marrocos. Estes desembarques ocorreram em 8 de novembro de 1942 e receberam oposição das forças da França de Vichy, porém os homens de Patton rapidamente dominaram a praia e forçaram seu caminho através da resistência. Casablanca caiu em 11 de novembro e Patton negociou um armistício com o general francês Charles Noguès. O sultão Maomé V do Marrocos ficou tão impressionado que condecorou Patton com a Ordem de Ouissam Alaouite, com a citação "Os leões em seus covis tremem diante de sua aproximação". Patton supervisionou a conversão de Casablanca em um porto militar e sediou a Conferência de Casablanca em janeiro de 1943.
O II Corpo do Exército dos Estados Unidos foi derrotado em fevereiro de 1943 pelo alemão Corpo Africano na Batalha do Passo Kasserine, com Patton substituindo em 6 de março o major-general Lloyd Fredendall como comandante do II Corpo e sendo promovido a tenente-general. Pouco depois ele fez o tenente-general Omar Bradley ser transferido para o corpo para ser seu vice-comandante. Patton recebeu ordens de levar os homens desmoralizados e cansados para a batalha em apenas dez dias, imediatamente introduzindo amplas reformas, ordenando que todos os soldados usassem uniformes limpos, passados e completos, estabelecendo uma rotina rigorosa e exigindo uma estrita observância do protocolo militar. O general caminhava continuamente junto com seus homens e conversava com eles, esperando transformá-los em soldados eficientes. Patton era muito exigente, mas também os recompensava bem por suas realizações. Seu estilo de liderança intransigente foi evidenciado por suas ordens de um ataque contra um morro perto de Gafsa na Tunísia, que terminou com ele afirmando: "Eu espero ver tais baixas entre oficiais, particularmente oficiais graduados, já que me convencerá que um esforço sério foi feito para alcançar este objetivo".
O treinamento foi eficiente e a 1ª Divisão de Infantaria tomou Gafsa em 17 de março, vencendo a Batalha de El Guettar e fazendo com que a força blindada alemã e italiana recusasse duas vezes em seguida. Pouco depois em 5 de abril, Patton tirou o major-general Orlando Ward do comando da 1ª Divisão Blindada por causa de uma performance ruim em Maknassy contra uma força alemã numericamente inferior. Ele avançou para Gabès e o II Corpo pressionou a Linha Mareth. Durante essa época, Patton relatou-se ao general Harold Alexander, comandante do Exército Britânico, e entrou em conflito com o vice-marechal do ar Arthur Coningham da Força Aérea Real sobre a falta de apoio aéreo aproximado para suas tropas. Coningham enviou três oficiais para o quartel-general de Patton a fim de convencê-lo que os britânicos estavam proporcionando amplo apoio aéreo, porém eles foram atacados bem no meio da reunião por aviões alemães e parte do teto do escritório caiu sobre eles. O general mais tarde falou sobre os pilotos alemães que o atacaram e comentou: "Se eu pudesse encontrar os filhos da puta que voaram aqueles aviões, eu enviaria uma medalha para cada um". Os alemães abandonaram Gabès quando a força norte-americana chegou. Patton cedeu o comando do II Corpo a Bradley e voltou para o I Corpo Blindado em Casablanca com o objetivo de planejar a Operação Husky, a invasão da Sicília. Ele ainda assim temia que as forças dos Estados Unidos fossem marginalizadas por sua ausência, dessa forma convencendo os comandantes britânicos a lhe permitirem continuar lutando até o final da Campanha da Tunísia antes de partir para sua próxima tarefa.

### Sicília
Patton ficou no comando do Sétimo Exército dos Estados Unidos, chamado de Força Tarefa Ocidental, na Operação Husky, a invasão aliada da Sicília, para os desembarques em Gela, Scoglitti e Licata com o objetivo de apoiar o Oitavo Exército Britânico do general Bernard Montgomery. O I Corpo Blindado de Patton foi oficialmente redesignado como o Sétimo Exército pouco antes de sua força de noventa mil homens desembarcasse em 10 de julho de 1943 nas praias perto de Licata. Os navios de transporte foram atrapalhados pelo vento e o clima, porém mesmo assim as 3ª, 1ª e 45ª divisões de infantaria conseguiram conquistar suas respectivas praias. Eles então repeliram contra-ataques vindos de Gela, onde Patton liderou pessoalmente suas tropas contra os reforços alemães da 1º Divisão Paraquedista-Tanque Hermann Göring.

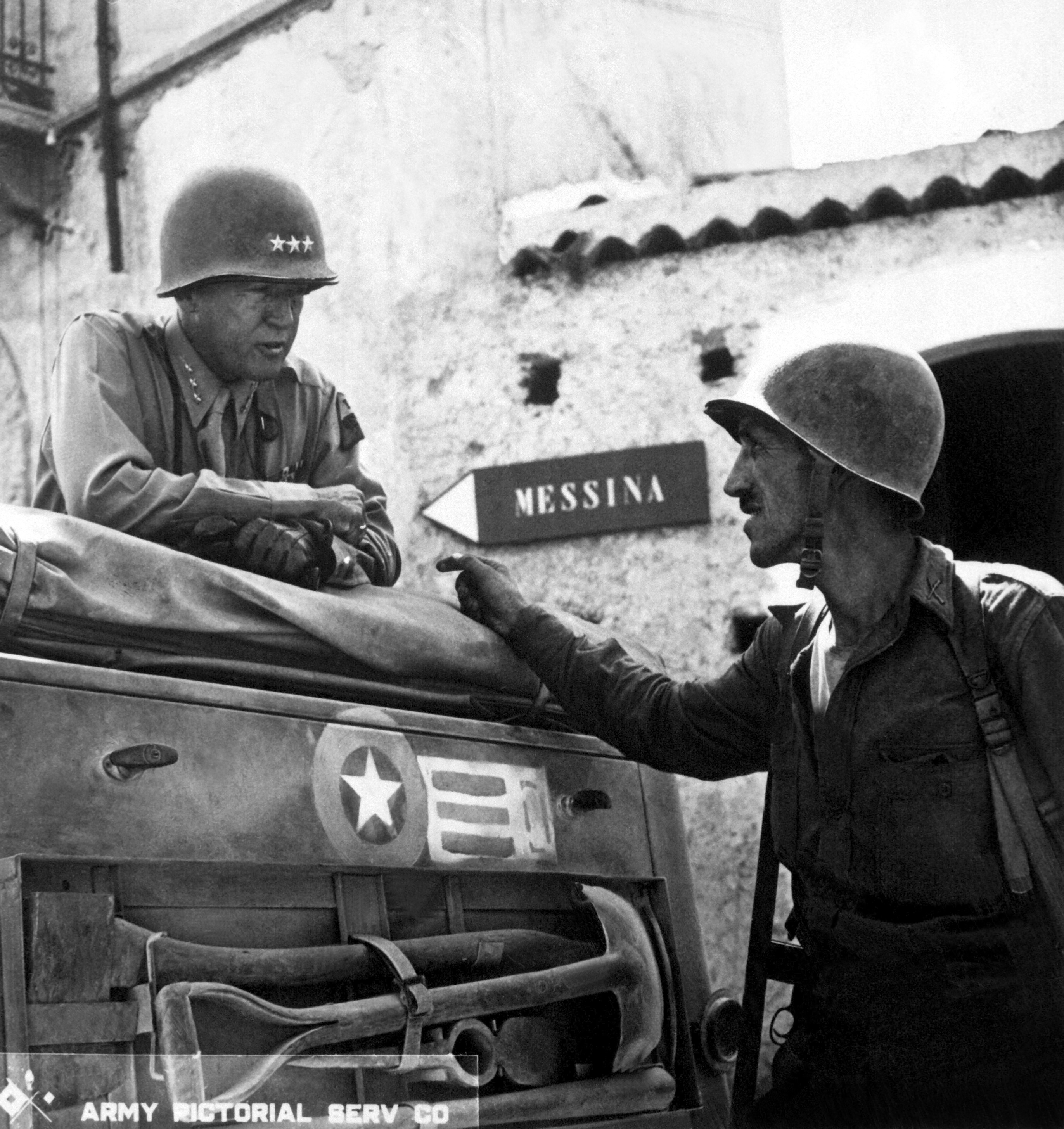
Patton com o tenente-coronel Lyle Bernard em Brolo em agosto de 1943.

O general inicialmente recebeu ordens de proteger o flanco esquerdo das forças britânicas, porém recebeu permissão de Alexander para tomar Palermo depois das forças de Montgomery terem atolado na estrada para Messina. A 3ª Divisão de Infantaria sob o major-general Lucian Truscott percorreu 160 quilômetros em 72 horas, chegando em Palermo no dia 21 de julho. Patton então virou-se para Messina. Ele procurou um ataque anfíbio, porém foi atrasado pela falta de barcos de desembarque, com suas tropas só conseguindo chegar em Santo Stefano di Camastra em 8 de agosto, quando os alemães e italianos já haviam evacuado o grosso de suas tropas para a Itália continental. O general ordenou mais desembarques da 3ª Infantaria em 10 de agosto, que sofreu várias baixas mas conseguiu afastar as forças alemãs e prosseguir com o avanço até Messina. Um terceiro desembarque ocorreu no dia 16 de agosto, com Patton tomando a cidade às 22h. Ao final da batalha, o Sétimo Exército teve 7,5 mil baixas de duzentos mil homens, tendo capturado ou matado 113 mil tropas e destruído 3,5 mil veículos. Mesmo assim, quarenta mil alemães e setenta mil italianos fugiram com dez mil veículos.
Sua conduta na Sicília gerou várias controvérsias. Alexander enviou uma transmissão em 19 de julho limitando o ataque de Patton contra Messina, porém o general de brigada Hobart R. Gay, chefe de gabinete de Patton, afirmou que a mensagem "perdeu-se em transmissão" até a cidade já ter caído. Ele atirou e matou duas mulas em 22 de julho que tinham parado enquanto puxavam uma carroça por uma ponte. A carroça estava bloqueando o caminho  de tanques norte-americanos que estavam sob ataque de aviões alemães. Patton atacou o dono siciliano dos animais com um bastão quando este protestou, mandando que seus homens jogassem as mulas para fora da ponte. Ao ser informado sobre o massacre de prisioneiros em Biscari cometido por tropas sob seu comando, o general escreveu em seu diário que "Eu disse a Bradley que provavelmente era um exagero, mas de qualquer modo para dizer ao oficial certificar-se de que os mortos eram atiradores de elite ou tinham tentado escapar ou alguma coisa, já que federia na imprensa e também deixaria os civis loucos. De qualquer maneira, eles estão mortos, então nada pode ser feito sobre isso". Patton também teve desentendimentos frequentes com seus subordinados o major-general Terry de la Mesa Allen Sr. e o general de brigada Theodore Roosevelt Jr., consentindo com a dispensa dos dois por parte de Bradley.

### Incidentes das bofetadas

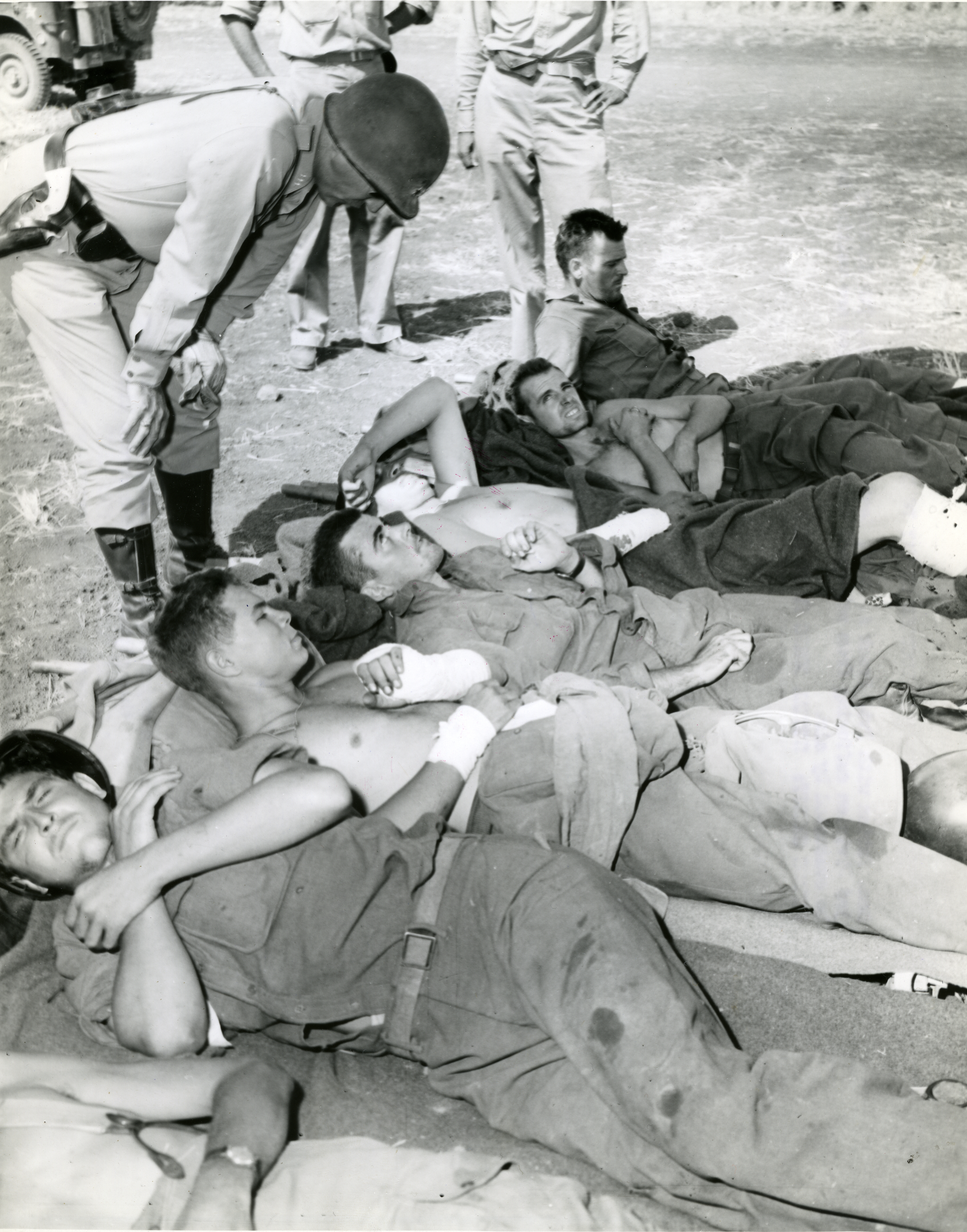
Patton conversando com soldados feridos esperando para serem evacuados.

Dois incidentes marcantes de Patton batendo em seus subordinados ocorreram durante a campanha da Sicília e atraíram grande controvérsia nos Estados Unidos ao final das operações. Ele bateu e abusou verbalmente do soldado Charles H. Kuhl em 3 de agosto de 1943 dentro de um hospital militar em Nicósia depois deste ter sido diagnosticado com "fadiga de batalha". O general também bateu no soldado Paul G. Bennett em 10 de agosto sob circunstâncias similares. Patton ordenou que os dois voltassem para as linhas de frente, condenando covardia e enviando ordens para que seus comandantes disciplinassem qualquer soldado com reclamações semelhantes.
Relatos dos incidentes alcançaram Eisenhower, que repreendeu Patton particularmente e insistiu para que ele se desculpasse. O general se desculpou individualmente com os dois soldados, além de para os médicos que testemunharam os incidentes, posteriormente também em vários discursos para todos os homens sob seu comando. Eisenhower suprimiu os incidentes na mídia, porém o jornalista Drew Pearson revelou a história em novembro em seu programa de rádio. As críticas contra Patton nos Estados Unidos foram severas, incluindo de membros do Congresso e antigos generais, até mesmo de Pershing. As opiniões do público geral foram mistas sobre a questão, com Henry L. Stimson, o Secretário da Guerra, eventualmente afirmando que Patton deveria ser mantido como comandante pois era necessário sua "liderança agressiva e vitoriosa nas duras batalhas que estão por vir antes da vitória final".
Patton ficou sem comandar uma força por onze meses. Bradley, que era inferior a Patton em patente e experiência, foi selecionado em setembro para comandar o Primeiro Exército dos Estados Unidos reunindo-se no Reino Unido em preparação para a Operação Overlord. Esta decisão fora tomada antes dos incidentes dos tapas terem tornado-se de conhecimento público, porém Patton os culpou por ter sido preterido no comando. Eisenhower achava que a invasão da Europa era muito importante para arriscar-se qualquer incerteza, com os incidentes dos tapas sendo um exemplo da incapacidade de Patton de exercer disciplina e autocontrole. Apesar de tanto Eisenhower quanto Marshall acharem que as habilidades de Patton como comandante de combate eram valiosas, ambos tinham a opinião que Bradley era menos impulsivo e propenso a cometer erros. Patton recebeu formalmente em 26 de janeiro de 1944 o comando do Terceiro Exército no Reino Unido, uma unidade recém chegada, sendo designado para preparar soldados inexperientes para o combate. Isto o manteve ocupado pelo início de 1944.
O Supremo Comando Alemão ainda tinha mais respeito por Patton do que por qualquer outro comandante Aliado e o considerava central para qualquer plano de invasão da Europa. Por isso, o general foi feito uma figura importante na Operação Fortitude de desinformação no começo de 1944. Os Aliados deram inteligências falsas aos espiões alemães dizendo que Patton fora nomeado comandante do Primeiro Grupamento do Exército dos Estados Unidos e estava preparando-se para uma invasão de Pas-de-Calais na França. Este comando era na verdade um exército "fantasma" intrinsecamente construído com chamarizes, objetos de cena e sinais de trânsito falsos ao redor de Dover, que enganaram as aeronaves alemães e fizeram os líderes do Eixo acreditarem que uma enorme força estava se reunindo no local, dessa forma mascarando o real local de invasão na Normandia. Patton recebeu ordens de manter-se discreto a fim de levar os alemães a acreditarem que ele estava em Dover, quando na realidade estava treinando o Terceiro Exército. Assim, o 15º Exército alemão permaneceu em Pas-de-Calais para defender-se do suposto ataque de Patton. Esta formação manteve a posição até mesmo depois da invasão da Normandia em 6 de junho. O general foi para a França um mês depois e voltou para o serviço de combate.

### Normandia
O Terceiro Exército atravessou o Canal da Mancha e foi para a Normandia em julho, formando o flanco extremo direito das forças terrestres aliadas. A força da Patton tornou-se operacional ao meio dia de 1 de agosto sob o Décimo Segundo Grupamento comandado por Bradley. O Terceiro Exército atacou simultaneamente o oeste da Bretanha, sul e leste em direção do Sena e norte, ajudando a prender centenas de milhares de soldados alemães na Bolsa de Falaise entre Falaise e Argentan.

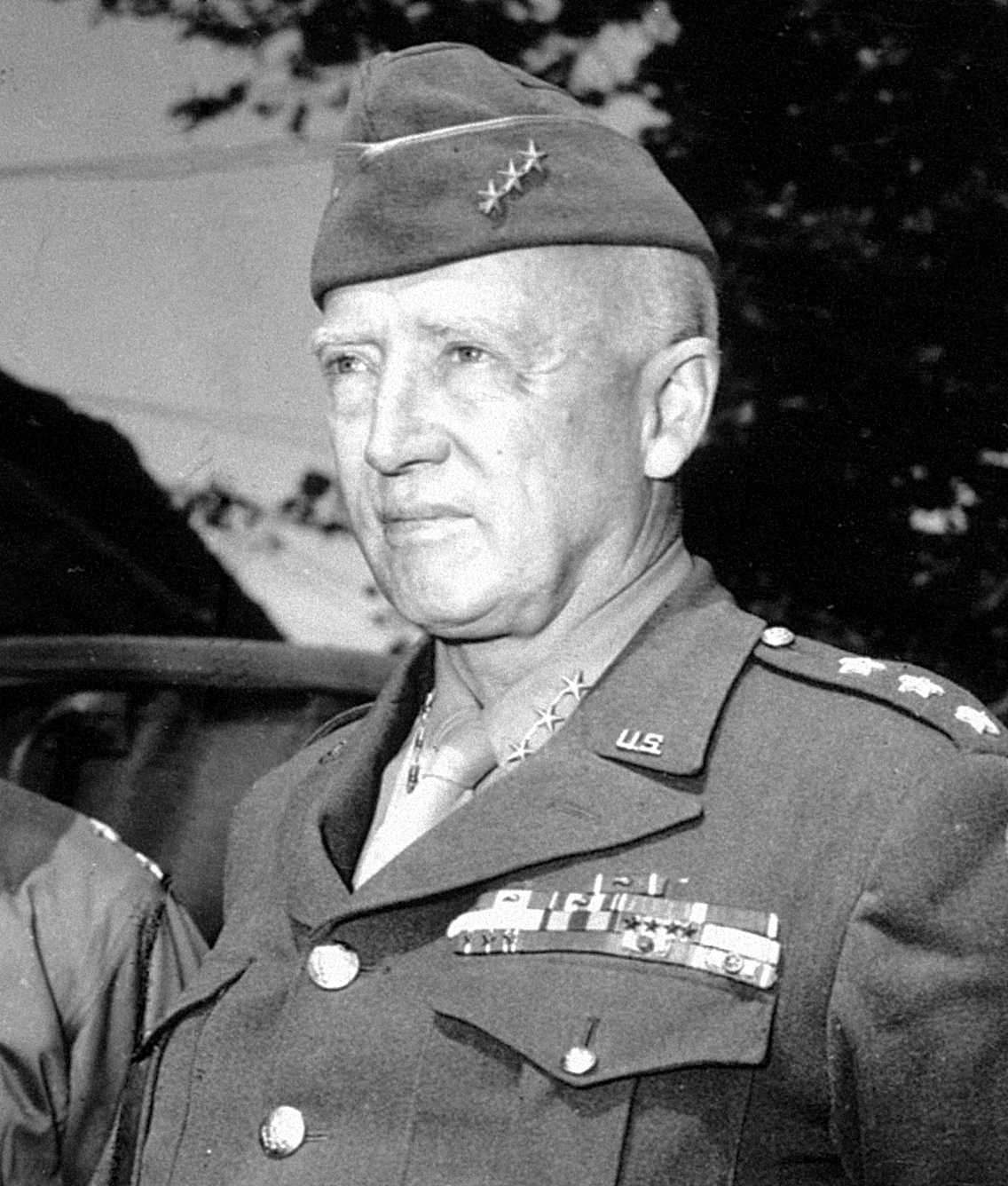
Patton na Normandia em 7 de Julho de 1944.

A estratégia de Patton favorecia velocidade e uma ação ofensiva agressiva, porém suas forças enfrentaram menos oposição nas primeiras três semanas de avanço do que os outros três exércitos Aliados. O Terceiro Exército tipicamente empregou unidades de reconhecimento avançadas com o objetivo de determinar a força e posições dos inimigos. Artilharia autopropulsada movia-se junto com unidades ponta de lança, preparadas para enfrentar posições alemães protegidas por meio de fogo indireto. Aeronaves leves como o Piper L-4 Cub serviam como olheiros da artilharia e proporcionavam reconhecimento aéreo. A infantaria blindada atacaria com tanques e suporte de infantaria. Outras unidades blindadas em seguida romperiam as linhas inimigas e explorariam o buraco, pressionando constantemente as forças alemãs a fim de impedir que elas se reagrupassem e refizessem uma linha defensiva coesa. Os blindados norte-americanos avançariam usando disparos de reconhecimento, com metralhadores pesadas Browning M2 mostrando-se eficientes em matar equipes panzerfaust alemãs esperando em emboscada e em quebrar ataques de infantaria alemã contra os tanques.
A velocidade do avanço forçou as unidades de Patton a dependerem de reconhecimento e suporte aéreo tático. O Terceiro Exército tinha o maior número de oficiais de inteligência designados especificamente para tarefas de coordenação de ataques aéreos do que qualquer outro exército Aliado. Seu grupo de suporte aéreo próprio era o XIX Comando Tático do Ar, liderado pelo general de brigada Otto P. Weyland. A técnica da "cobertura de coluna blindada", em que o suporte era direcionado por um controlador a partir de um dos tanques de ataque, originalmente desenvolvida pelo general Elwood Richard Quesada do IX Comando Tático do Ar para o Primeiro Exército na Operação Cobra, foi empregada pelo Terceiro Exército. Cada coluna era protegida por uma patrulha de quatro bombardeiros P-47 Thunderbolt e P-51 Mustang como uma patrulha de combate aéreo.
O Terceiro Exército percorreu 97 quilômetros, de Avranches para Argentan, em apenas duas semanas. A força de Patton foi suplementada por inteligências da Ultra, com o general recebendo informações diariamente de seu oficial de operações o coronel Oscar Koch, que lhe informou sobre os contra-ataques alemães e onde seria melhor concentrar suas forças. Igualmente importante para o avanço das colunas norte-americanas pelo norte da França foi o avanço rápido dos escalões de suprimentos. As logísticas do Terceiro Exército foram supervisionadas pelo coronel Walter J. Muller, que enfatizou flexibilidade, improvisação e adaptação para os escalões de suprimentos a fim das unidades de frente poderem explorar as brechas. O rápido movimento de Patton até a Lorena demonstrou sua enorme apreciação pelas vantagens tecnológicas do exército norte-americano. As principais vantagens dos Aliados estavam em mobilidade e superioridade aérea. Os Estados Unidos tinham um maior número de caminhões, tanques mais confiáveis e melhores comunicações por rádio, todas contribuindo para uma capacidade superior de operar em um ritmo ofensivo acelerado.

### Lorena

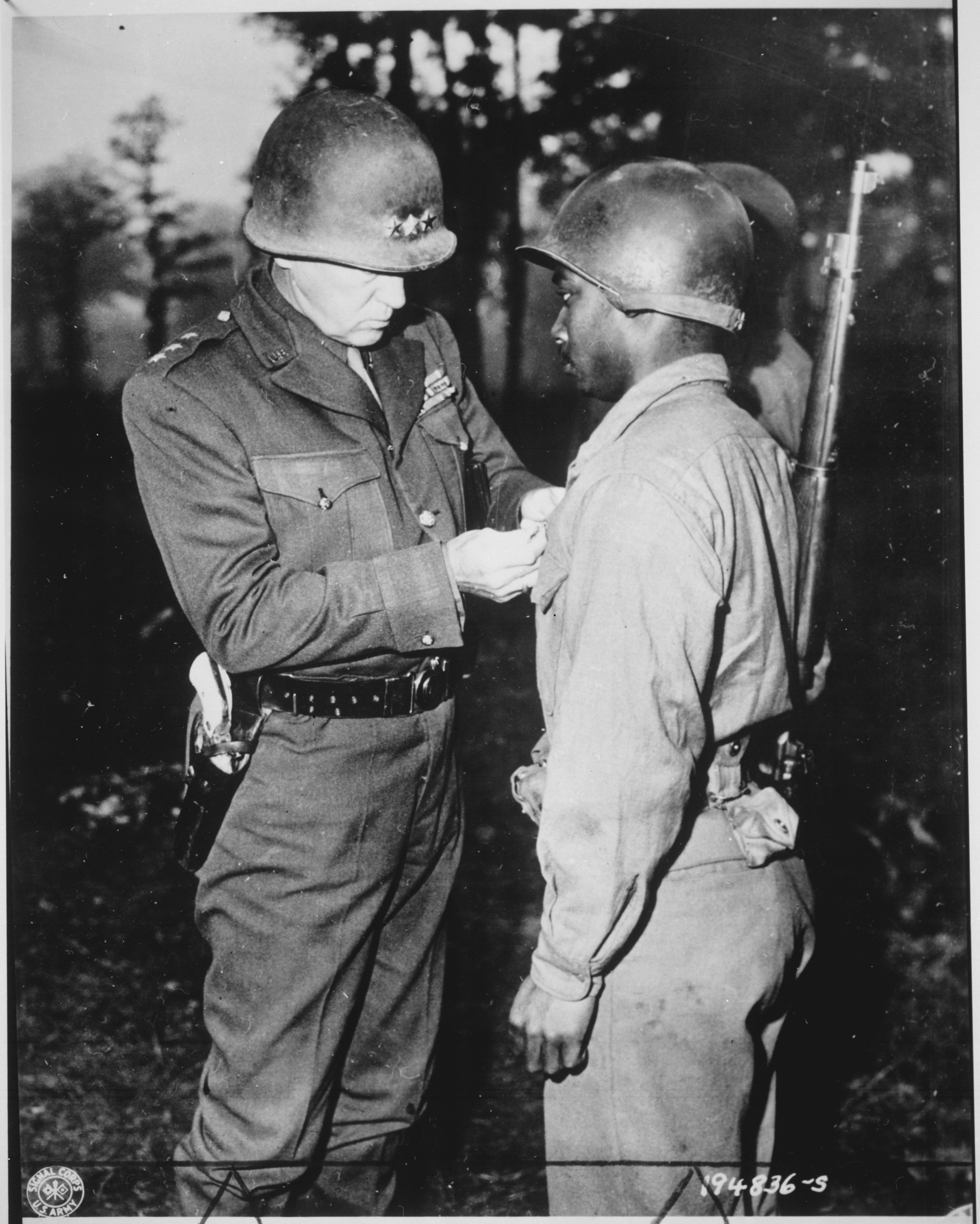
Patton condecorando o soldado Ernest A. Jenkins em outubro de 1944.

A ofensiva de Patton parou em 31 de agosto de 1944, pois o Terceiro Exército ficou sem combustível perto do rio Mosela, do lado de fora de Metz. Ele esperava que o comando geral mantivesse os fluxos de suprimentos a fim de apoiar os avanços, porém Eisenhower era a favor de uma abordagem de "fronte amplo" para o esforço de guerra terrestre, acreditando que uma única ponta de avanço perderia proteção nos flancos e rapidamente seu efeito. Eisenhower ainda estava sob as restrições de um enorme esforço de guerra e deu maior prioridade de suprimentos ao 21º Grupamento do Exército sob Montgomery para a Operação Market Garden. Combinado com outras exigências de uma linha de suprimentos limitada, o Terceiro Exército ficou sem combustível. Patton acreditava que suas forças estavam próximas o bastante da Linha Siegfried que chegou a comentar com Bradley que poderia alcançar a Alemanha em dois dias caso tivesse quatrocentos mil galões de gasolina. Um grande contra-ataque de tanques alemães enviado em setembro especificamente para parar o avanço do Terceiro Exército foi derrotado na Batalha de Arracourt pela 4ª Divisão Blindada. A força de Patton permaneceu parada sob ordens de Eisenhower apesar da vitória. Os comandantes alemães acreditaram que isso deu por seu contra-ataque ter sido bem sucedido.
A parada do Terceiro Exército em setembro foi o suficiente para permitir que os alemães fortificassem a fortaleza de Metz. A força Aliada ficou em um quase empasse com os alemães entre outubro e novembro durante a Batalha de Metz, com enormes baixas em ambos os lados. Entretanto, Metz foi tomada pelos norte-americanos no meio de novembro. As decisões de Patton na tomada da cidade foram muito criticadas. Comandantes alemães afirmaram em entrevistas após a guerra que o general poderia ter ignorado a cidade e indo para o norte de Luxemburgo, onde conseguiria isolar o 7º Exército alemão. O general Hermann Balck, comandante alemão em Metz, também comentou que um ataque mais direto poderia ter resultado em uma vitória mais decisiva para os Aliados. O historiador Carlo D'Este escreveu que a Campanha da Lorena foi uma das menos bem sucedidas de Patton, lhe culpando por não ter empregado suas divisões de forma mais agressiva e decisiva. Patton ficou frustrado com a falta de progresso de suas forças, os poucos suprimentos e a prioridade para Montgomery até o porto de Antuérpia na Bélgica ser liberado. Seu exército avançou 64 quilômetros entre 8 de novembro e 15 de dezembro.

### Ardenas
O exército alemão sob o comando do marechal de campo Gerd von Rundstedt lançou em dezembro de 1944 uma ofensiva de última hora através da Bélgica, Luxemburgo e nordeste da França, totalizando 29 divisões e 250 mil homens em um ponto fraco da linha Aliada. Essa força fez avanços significativos em direção ao rio Mosa no começo da resultante Batalha das Ardenas durante um dos piores invernos que a Europa teve em anos. Eisenhower convocou uma reunião dos principais comandantes Aliados da Frente Ocidental para um quartel-general perto de Verdun na manhã do dia 19 de dezembro a fim de planejar a estratégia de resposta ao ataque alemão.

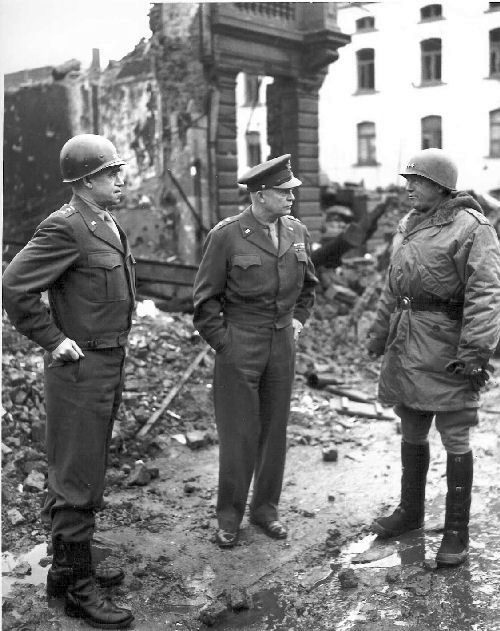
Bradley, Eisenhower e Patton em Bastogne em janeiro de 1945.

O Terceiro Exército estava na época enfrentando uma luta pesada perto de Saarbrücken. Patton pressentiu qual era o motivo da reunião e mandou sua equipe criar três ordens operacionais de contingência separadas para destacar elementos do Terceiro Exército de sua posição e começar operações ofensivas na área ocupada pelos alemães. Eisenhower liderou a conferência do alto comando, que teve a presença de Bradley, Patton, do general Jacob L. Devers, do major-general Kenneth Strong, do vice comandante supremo marechal chefe do ar Arthur Tedder e vários outros oficiais graduados. Eisenhower perguntou a Patton quanto tempo demoraria para seis divisões destacarem-se do Terceiro Exército e começarem um contra-ataque no norte para aliviar a 101ª Divisão Paraquedista presa em Bastogne, com Patton respondendo que "Assim que você tiver terminado comigo". Ele clarificou dizendo que já tinha elaborado uma ordem operacional para um contra-ataque com três divisões para o dia 21 de dezembro, dali dois dias. Eisenhower ficou incrédulo: "Não seja tolo, George. Se você tentar ir assim tão cedo, não terá todas as três divisões prontas e vai ficar em pedacinhos". Patton afirmou que sua equipe já estava com a ordem de operação de contingência pronta. Eisenhower ainda permaneceu não convencido, mas mesmo assim ordenou que Patton atacasse pela manhã de 22 de dezembro com pelo menos três divisões.
Patton deixou a sala de conferência, telefonou seu comando e disse duas palavras: "Jogar bola". Este código iniciou uma ordem operacional pré-arranjada com sua equipe, mobilizando três divisões – a 4ª Divisão Blindada, a 80ª Divisão de Infantaria e a 26ª Divisão de Infantaria – do Terceiro Exército e colocando-as para o norte em direção de Bastogne. Patton no total reposicionou seis divisões, o III Corpo e o XII Corpo de suas posições ao longo do rio Sarre para uma linha que ia de Bastogne para Diekirch e Echternach. Mais de 133 mil veículos do Terceiro Exército foram redirecionados em poucos dias para uma ofensiva  que cobriu por volta de 18 quilômetros por veículo, seguida por escalões de suporte carregando 62 mil toneladas de suprimentos.
Patton encontrou-se com Bradley em 21 de dezembro para revisar o avanço iminente, começando a reunião afirmando que "Brad, desta vez o Chucrute prendeu a cabeça no moedor de carne e eu estou segurando a alavanca". Ele argumentou que o Terceiro Exército deveria atacar em direção de Coblença, cortando a protuberância alemã na base e prendendo todos os exércitos inimigos envolvidos na ofensiva. Bradley vetou essa proposta depois de considerá-la brevemente, já que estava mais preocupado em aliviar Bastogne antes que fosse tarde do que matar um grande número de alemães. Patton queria tempo bom para que seu avanço tivesse apoio próximo das aeronaves táticas das Forças Aéreas, ordenando que o coronel James Hugh O'Neill, o capelão do Terceiro Exército, criasse uma oração adequada: "Todo-poderoso e misericordioso Pai, nós humildemente Te suplicamos, da Tua grande bondade, para conter essas chuvas imoderadas com as quais tivemos que lutar. Conceda-nos tempo bom para Batalha. Graciosamente nos escute como soldados que Te invocam, armado com Teu poder, possamos avançar de vitória a vitória e esmagar a opressão e maldade de nossos inimigos, e estabelecer a Tua justiça entre os homens e as nações. Amem". Quando o clima melhorou pouco depois, Patton condecorou O'Neill com a Estrela de Bronze no local.
As primeiras unidades ponta de lança da 4ª Divisão Blindada alcançaram Bastogne em 26 de dezembro, abrindo um corredor para alívio e reabastecimento das forças. A habilidade de Patton para destacar seis divisões da linha de frente no meio do inverno e direcioná-las para o norte foi um de seus maiores feitos. Ele mais tarde escreveu que o resgate de Bastogne foi "a operação mais brilhante que realizamos até agora, e é em minha opinião a realização mais incrível da guerra. Esta é minha maior batalha".

### Alemanha
Os alemães estavam em recuo total por volta de fevereiro. Patton fez suas unidades irem para Sarre. Entretanto, ele mais uma vez descobriu que outros comandos receberam prioridade sobre gasolina e suprimentos. Para obter um pouco, unidades de material militar do Terceiro Exército se fizeram passar por equipes do Primeiro Exército e em um incidente adquiriram centenas de galões de gasolina do despejo do Primeiro Exército. A força de Patton tomou as cidades de Tréveris, Coblença, Bingen, Worms, Mainz, Kaiserslautern e Ludwigshafen entre 29 de janeiro e 22 de março, matando ou ferindo 99 mil soldados alemães e capturando 140 mil, que representava praticamente todo o restante do 1º e 7º exércitos alemão. Um exemplo da sagacidade sarcástica de Patton foi transmitida quando ele recebeu ordens de ignorar Tréveris, já que fora decidido que quatro divisões seriam necessárias para capturá-la. A cidade já tinha caído quando a mensagem chegou, com Patton respondendo entusiasticamente que "Tomei Tréveris com duas divisões. Vocês querem que eu devolva?". O Terceiro Exército começou a cruzar o rio Reno em 22 de março após terem construído uma ponte.

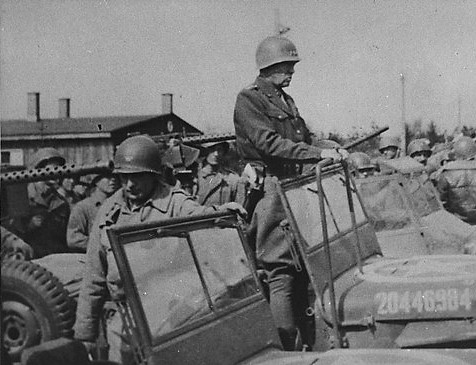
Patton no topo de um veículo prestes a deixar o campo de concentração de Ohrdruf em 12 de abril de 1945.

Patton enviou em 26 de março a Força-Tarefa Baum, formada por 314 homens, dezesseis tanques e alguns veículos de apoio, para oitenta quilômetros além das linhas alemãs com o objetivo de libertar o campo de prisioneiros de guerra Oflag XIII-B perto de Hammelburg. Um dos detidos era o tenente-coronel John K. Waters, genro de Patton, que fora capturado no Norte da África. O ataque foi um fracasso e apenas 35 homens conseguiram voltar; os restantes foram mortos ou capturados, com todos os 57 veículos tendo sido perdidos. O major-general Gunther von Goeckel, comandante do campo, chamou Waters para que ele tentasse arranjar uma trégua. Ele concordou em atuar como intermediário e voluntariou-se junto com vários outros homens, incluindo um oficial alemão, para sair do campo e conversar com os norte-americanos. Waters foi baleado na nádega por um soldado alemão desinformado enquanto aproximava-se da coluna norte-americana, antes do oficial poder explicar o que estava acontecendo para seu compatriota. Ele foi levado de volta e tratado de seus ferimentos por médicos sérvios presos no campo. Eisenhower ficou furioso ao saber sobre a missão secreta. Patton posteriormente relatou que esse foi seu único erro durante a guerra. O general achou que a decisão correta teria sido enviar um comando de combate, uma força três vezes maior.
A resistência ao Terceiro Exército estava gradualmente caindo em abril e os principais esforços passaram para o gerenciamento dos quatrocentos mil prisioneiros de guerra alemães. Patton foi promovido a general em 14 de abril, uma promoção há muito defendida por Stimson em reconhecimento de suas realizações em 1944. Patton, Bradley e Eisenhower visitaram as minas de sal de Merkers no mesmo mês e também o campo de concentração de Ohrdruf, com Patton ficando enojado ao ver as condições do local. O Terceiro Exército recebeu ordens de ir para a Baviera e Checoslováquia, antecipando uma última resistência das forças nazistas lá. O general supostamente ficou perplexo ao saber que o Exército Vermelho tomaria Berlim, temendo que a União Soviética fosse uma ameaça para seu avanço para Plzeň, porém foi impedido por Eisenhower de alcançar Praga antes de 8 de maio e do fim da II Guerra Mundial na Europa.
De seu avanço do rio Reno ao rio Elba, o Terceiro Exército de Patton, que tinha por volta de 250 a 300 mil homens, capturou 84 860 quilômetros quadrados de território alemão. Suas baixas foram de 2 102 mortos, 7 954 feridos e 1 591 desaparecidos. Perdas alemães contra o Terceiro Exército foram de 20 100 mortos, 47 700 feridos e 653 140 capturados. A força ficou em combate contínuo por 281 dias, desde tornar-se operacional da Normandia em 1 de agosto de 1944 até o fim da guerra em 9 de maio de 1945. Nesse período, o Terceiro Exército cruzou 24 rios grandes e tomou mais de doze mil cidades e vilarejos.

## Pós-Guerra

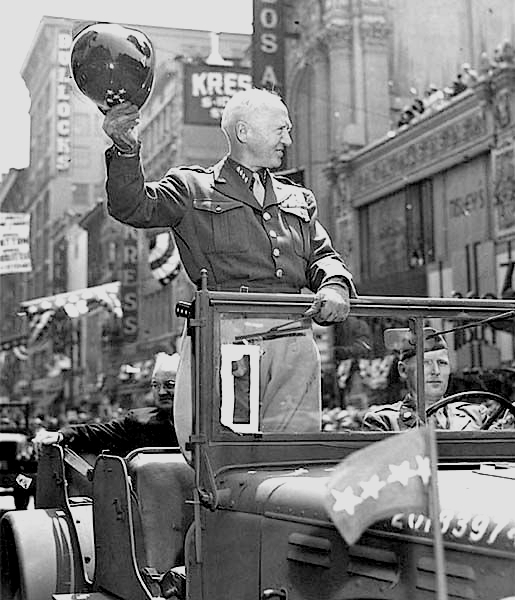
Patton durante um desfile em Los Angeles em 9 de junho de 1945.

Patton pediu por um comando no Teatro de Operações do Pacífico, implorando a Marshall para que o mantivesse na guerra de qualquer maneira possível, com Marshall respondendo que isso só seria possível caso a China assegurasse um porto grande para sua entrada, algo improvável. Ele voou para Paris em maio e depois foi descansar em Londres. O general chegou em Bedford (Massachusetts), para um período com sua família em 7 de junho, sendo recebido por centenas de espectadores. Patton então dirigiu para a Concha Memorial Hatch e discursou diante de vinte mil pessoas, incluindo para quatrocentos veteranos feridos do Terceiro Exército. Ele criou certa controvérsia com seu discurso  dentre as Mães de Estrelas Douradas, mães de soldados mortos, quando insinuou que os homens que tinham morrido eram "tolos" e que os verdadeiros heróis eram os feridos. Patton passou um tempo em Boston antes de visitar e discursar em Denver no Colorado e depois em Los Angeles, onde falou para uma multidão de mais de cem mil pessoas no Memorial Coliseum. Sua última parada foi em Washington antes de retornar para a Europa em julho a fim de servir nas forças de ocupação.
Patton foi nomeado governador militar da Baviera, onde liderou o Terceiro Exército nos esforços de desnazificação. Ele ficou particularmente frustrado ao saber sobre o fim da guerra contra o Japão, escrevendo em seu diário que "Outra guerra chegou ao fim, e com ela minha utilidade para o mundo". Seu comportamento e afirmações começaram a ficar cada vez mais erráticas, infeliz com sua posição e deprimido por acreditar que nunca lutaria outra vez. Várias explicações além de suas decepções foram propostas para o comportamento de Patton nesse período. Carlo D'Este sugere que "parece virtualmente inevitável… que Patton passou por algum tipo de dano cerebral de suas várias lesões na cabeça" vindos de acidentes de carro e cavalo, especialmente um sofrido em 1936 enquanto jogava polo. Sua sobrinha apareceu novamente; eles passaram um tempo juntos em Londres em 1944 e novamente na Baviera em 1945. Jean Gordon estava apaixonada por um jovem capitão casado que a deixou abatida quando ele foi para casa ficar com a esposa. Patton frequentemente gabava-se de seu sucesso sexual com Gordon, porém seus biógrafos são céticos. Stanley Hirshson diz que a relação era casual. Dennis Showalter acredita que o general estava sob enorme estresse psicológico e físico, fazendo as afirmações para provar sua virilidade. D'Este concorda, escrevendo que "Seu comportamento sugere que, tanto em 1936 [no Havaí] quanto em 1944–45, a presença da jovem e atraente Jean era um meio amenizar as ansiedades de um homem na meia idade preocupado com sua virilidade e temendo envelhecer".
Ele atraiu mais controvérsia como governador militar quando foi salientado que vários ex-membros do Partido Nazista continuavam a manter cargos políticos na região. Quando foi perguntado pela imprensa sobre a questão, Patton respondeu comparando repetidas vezes os partidos Democrata e Republicano com o Nazista ao afirmar que a maioria das pessoas com experiência de gerenciamento de infraestrutura foram compelidas a filiar-se ao partido na guerra, algo que causou publicidade negativa nos Estados Unidos e enfureceu Eisenhower. Os dois generais tiveram uma discussão acalorada em 28 de setembro acerca das afirmações e Patton foi dispensado como governador militar. Ele também foi dispensado do Terceiro Exército em 7 de outubro durante uma sóbria cerimônia de troca de comando, concluindo seu discurso de despedida com "Todas as coisas boas devem chegar ao fim. A melhor coisa que já aconteceu comigo até agora foi a honra e privilégio de ter comandado o Terceiro Exército".
A última designação de Patton foi como comandante do Décimo Quinto Exército em Bad Nauheim. A força nesse ponto consistia de apenas uma pequena equipe no quartel-general encarregada de compilar uma história da guerra na Europa. O general aceitou o posto devido seu amor pela história, porém rapidamente perdeu o interesse. Ele começou a viajar, visitando Paris, Rennes, Chartres, Bruxelas, Metz, Reims, Luxemburgo e Verdun, além de Estocolmo onde reencontrou vários atletas da Olimpíada de 1912. Patton decidiu que iria deixar seu posto no Décimo Quinto Exército e sair da Europa assim que entrasse em suas férias de natal no dia 10 de dezembro. Ele tinha a intenção de discutir com sua esposa se deveria continuar sua carreira em um posto no Estados Unidos ou aposentar-se.

### Morte

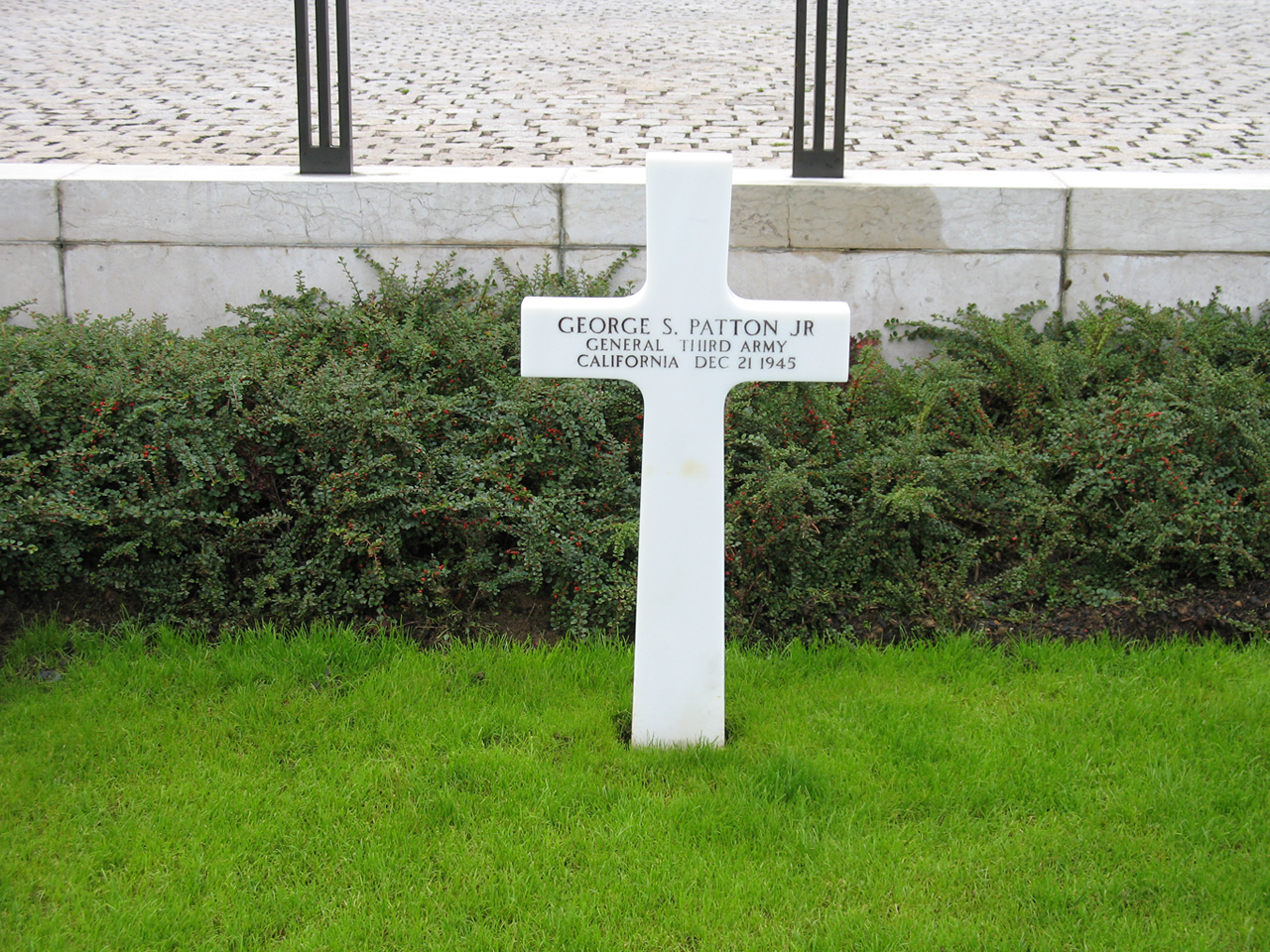
Túmulo de Patton em Luxemburgo.

O major-general Hobart R. Gay, chefe de gabinete de Patton, o convidou em 8 de dezembro para uma viagem de caça perto de Speyer a fim de tentar melhorar seu humor. Patton e Gay estavam às 11h45min do dia 9 em um Cadillac Modelo 75 1938 dirigido pelo soldado primeira classe Horace L. Woodring quando pararam em um cruzamento ferroviário para deixarem um trem passar. Patton observou carros abandonados do lado da estrada e comentou enquanto seu veículo atravessava os trilhos que "Como a guerra é terrível. Pensem no desperdício". Woodring percebeu que um caminhão GMC CCKW dirigido pelo sargento técnico Robert L. Thompson, que estava indo para o depósito do quartel, repentinamente fez uma curva para a esquerda na frente do carro. O soldado freou seu veículo e virou para a esquerda, colidindo com o caminhão em baixa velocidade.
Woodring, Thompson e Gay tiveram apenas ferimentos leves, porém Patton não tinha conseguido se proteger em tempo e bateu a cabeça na divisória de vidro no banco de trás do carro. Ele começou a sangrar de um corte na cabeça e reclamou com Woodring e Gay que não estava conseguindo se mexer e tendo dificuldades para respirar. O general foi levado às pressas para o hospital de Heidelberg, onde descobriu-se que ele tinha sofrido uma fratura de compressão e deslocação da terceira e quarta vértebra, resultando em um pescoço quebrado e fratura na medula espinhal que o deixaram paralisado do pescoço para baixo. Patton passou os doze dias seguintes com uma tração espinhal para diminuir a pressão em sua espinha. Apesar de sofrer algumas dores do procedimento, ele nunca reclamou. Todos os visitantes que não eram médicos, com exceção de sua esposa, foram proibidos de visitá-lo. Foi-lhe dito que nunca mais poderia cavalgar e voltar a ter uma vida normal, com o general chegando a comentar que "Este é um jeito merda de morrer". Patton morreu de um edema pulmonar enquanto dormia por volta das 18h do dia 21 de dezembro de 1945. Ele foi enterrado no Cemitério e Memorial Americano de Luxemburgo ao lado de outros mortos do Terceiro Exército, seguindo seu desejo de "ser enterrado com meus homens".

## Legado

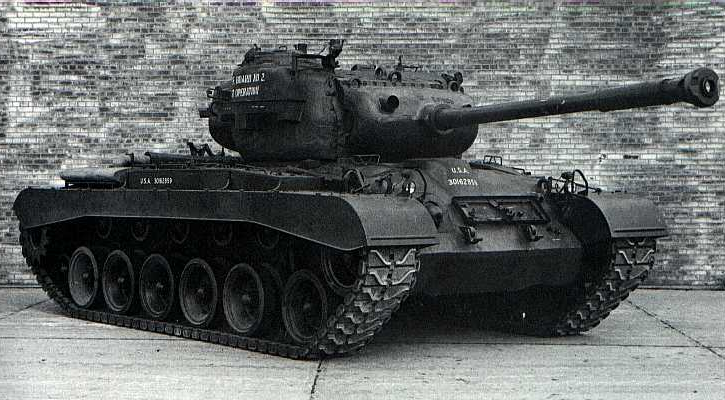
Tanque M46 Patton.

A personalidade pitoresca de Patton, seu estilo de liderança intransigente e sucesso como comandante militar, combinado com seus frequentes tropeços políticos e declarações polêmicas, produziram uma imagem mista e frequentemente contraditória. Suas grandes habilidades de oratória são vistas como importantíssimas para sua capacidade de inspirar as tropas sob seu comando. O historiador Terry Brighton concluiu que Patton era "arrogante, louco por publicidade e de personalidade falha, porém… entre os maiores da guerra". Ainda assim, foram grandes os impactos de sua liderança e guerra mecanizada, com o Exército dos Estados Unidos adotando após a morte de Patton muitas de suas estratégias agressivas em seus programas de treinamento. Muitos oficiais militares já afirmaram terem se inspirado em seu legado. O primeiro tanque norte-americano projetado depois da Segunda Guerra Mundial foi chamado de M46 Patton.
Patton já foi interpretado por vários atores em obras audiovisuais, com o mais famoso tenso sido George C. Scott no filme Patton de 1970. Ele voltou ao papel em 1986 no telefilme The Last Days of Patton. Sua interpretação icônica do personagem, particularmente na cena do famoso discurso para o Terceiro Exército, lhe valeu o Oscar de Melhor Ator e contribuiu para levar o general para a cultura popular e transformá-lo em um herói folclórico. Outros atores que já interpretaram Patton incluem Stephen McNally no episódio "The Patton Prayer" de 1957 na série Crossroads, John Larch no filme Miracle of the White Stallions de 1963, Kirk Douglas em Paris Brûle-t-il? de 1966, George Kennedy em Brass Target de 1978, Darren McGavin na minissérie Ike de 1979, Robert Prentiss em Pancho Barnes de 1988, Mitchell Ryan em Double Exposure: The Story of Margaret Bourke-White, Lawrence Dobkin em um episódio da minissérie War and Remembrance de 1989, Ed Asner no documentário The Long Way Home de 1997, Dan Higgins em um episódio de Man, Moment, Machine de 2006 e Kelsey Grammer em An American Carol de 2008.

### Imagem

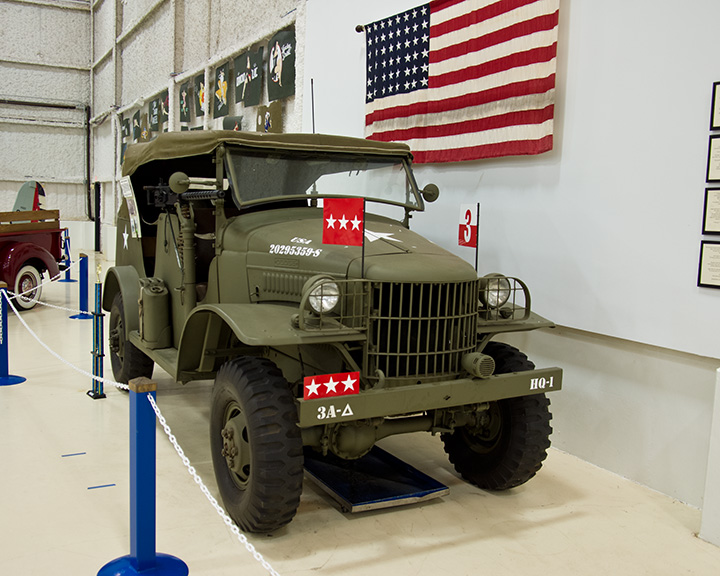
Réplica do veículo de comando de Patton na Segunda Guerra, em exibição no Lone Star Flight Museum (Houston, Texas).

Patton deliberadamente cultivava uma imagem chamativa e distinta por acreditar que isto inspiraria suas tropas. Ele carregava um revólver com cabo de marfim, primeiro um Colt Single Action Army calibre 45 e depois um Smith & Wesson Modelo 27 calibre .357. Patton era frequentemente visto usando um capacete altamente polido, calças de equitação e botas de cavalaria com cano alto. Era conhecido por supervisionar manobras de treinamento a partir de um tanque pintado de vermelho, branco e azul. Seu veículo de comando tinha plaquetas de patente extra grandes na dianteira e traseira, além de uma buzina elétrica que anunciaria bem alto sua chegada. Ele propôs novos uniformes para o emergente Corpo de Tanques, possuindo botões polidos, capacete dourado e vestes grossas, escuras e acolchoadas; sua proposta foi ridicularizada pela mídia como "o Besouro Verde" e acabou rejeitada pelo exército. O historiador Alan Axelrod escreveu que "para Patton, liderança nunca foi simplesmente sobre fazer planos e dar ordens, era sobre transformar-se em um símbolo". Patton expressava intencionalmente um desejo conspícuo por glória, algo atípico para o corpo de oficiais da época que enfatizava misturar-se com as tropas no campo de batalha. Era um grande admirador do vice-almirante lorde Horation Nelson, 1º Visconde Nelson, por suas ações na liderança da Batalha de Trafalgar vestido com um uniforme de gala completo. O general tinha uma preocupação com bravura, usando sua insígnia de patente de forma bem visível em combate e, durante um momento na Primeira Guerra, chegou a andar no topo de um tanque para dentro de uma cidade controlada pelos alemães com o objetivo de dar coragem a seus homens. Patton também era um grande fatalista e inabalável em sua crença sobre reencarnação, especificamente de que teria sido um legionário romano ou um líder militar morto em ação no exército de Napoleão em vidas passadas.
Patton desenvolveu uma habilidade de realizar discursos carismáticos, parcialmente porque ele tinha problemas de leitura quando jovem. Ele usava muitos palavrões nos discursos, algo que as tropas sob seu comando geralmente gostavam porém acabava ofendendo outros generais, incluindo Bradley. Seus discursos mais famosos foram uma série que ele fez para o Terceiro Exército antes da Operação Overlord. Patton era conhecido por sua franqueza e perspicácia, certa vez dizendo que "As duas armas mais perigosas que os alemães têm são nossos próprios semilagarta e jeep. A semilagarta porque os meninos chegam todos heroicos, achando que são um tanque. E o jeep porque temos muitos motoristas terríveis". Ele comentou de forma famosa na Batalha das Ardenas que os aliados deveriam deixar os "filhos da puta [alemães] irem todo caminho até Paris, então os cortaremos e os cercaremos". O general também sugeriu que o Terceiro Exército poderia "forçar os Britânicos para o mar para outro Dunquerque". Sua franqueza causou várias controvérsias a medida que o escrutínio da imprensa aumentou, incluindo quando foi citado em 1945 comparando os Nazistas com os Democratas e Republicanos, e posteriormente no mesmo ano quando tentou homenagear vários veteranos feridos ao chamá-los de "os verdadeiros heróis" da guerra, sem querer ofendendo os pais de soldados que tinham sido mortos em combate. Sua maior controvérsia veio antes da Operação Overlord quando deu a entender com repórteres que seriam os norte-americanos e britânicos, sem os soviéticos, que dominariam o mundo pós-guerra, aumentando a tensão na já delicada aliança entre os países. Eisenhower afirmou que a falta de tato de Patton era uma falha que limitava seu potencial de liderança, mesmo com suas várias realizações.

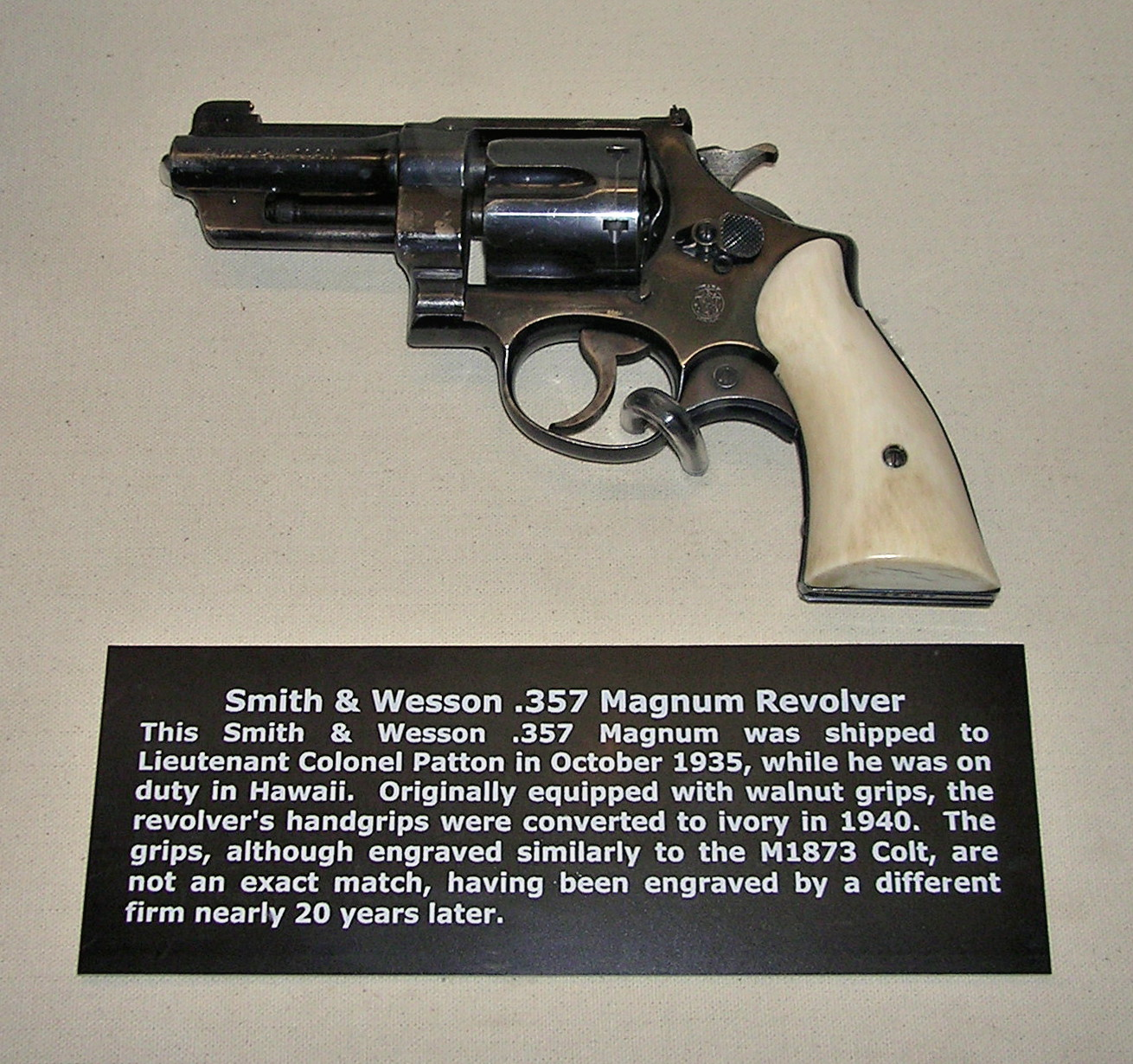
O revólver Smith & Wesson .357 com cabo de marfim pertencente a Patton.

Ele era conhecido por ser altamente crítico, corrigindo seus subordinados impiedosamente pelas menores infrações, porém também era rápido em elogiar seus feitos. Apesar de ter ganho a reputação de um general que era tanto impaciente quanto impulsivo e com pouca tolerância para oficiais que fracassavam, ele demitiu apenas um único general durante a Segunda Guerra Mundial, Orlando Ward, e apenas depois de dois avisos, enquanto Bradley por exemplo tirou inúmeros oficiais no decorrer conflito. Patton tinha o maior respeito pelos homens que serviam sob seu comando, particularmente os feridos, porém tinha a tendência de classificar casos de crises psicológicas, hoje identificados como transtorno de estresse pós-traumático, como "simulação de doença". Muitas de suas ordens demonstravam um cuidado especial com suas tropas e ele era conhecido por arranjar suprimentos extras para os soldados, incluindo lenços e meias extras, galochas e outros itens que normalmente seriam escassos no fronte.
Patton permaneceu por toda a vida franco e descarado sobre suas opiniões de racismo. Suas atitudes provavelmente foram cultivadas por seu crescimento em um ambiente privilegiado e raízes familiares no Sul Confederado. Ele escreveu particularmente sobre soldados afro-americanos: "Eles são bons soldados individualmente, porém expressei minha crença na época, e nunca encontrei a necessidade de alterá-la, que um soldado de cor não pode pensar rápido o bastante para lutar nos blindados". Entretanto, o general também afirmou que a performance era mais importante que raça ou filiação religiosa: "Eu não dou a mínima quem o homem é. Ele pode ser um crioulo ou judeu, porém se ele tem o que precisa e cumpre seu dever, ele pode ter tudo que eu tenho. Por Deus! Eu o amo". Apesar dessas opiniões, Patton sempre implicou muito com soldados afro-americanos sob seu comando. Ele escreveu para sua esposa após observar os norte africanos e ler o Alcorão, dizendo que "Acabei de ler o Alcorão – um bom livro e interessante". Patton tinha um olho afiado para costumes e métodos nativos e escreveu conscientemente sobre a arquitetura local; certa vez avaliou o progresso boca a boca de rumores em um país árabe como sendo entre 64 a 97 quilômetros por dia. Mesmo com sua consideração pelo Alcorão, concluiu com "Parece-me que os ensinamentos fatalistas de Maomé e a completa degradação das mulheres é a causa excepcional do desenvolvimento atrasado dos árabes… Aqui está, penso eu, um texto para algum sermão eloquente sobre as virtudes do Cristianismo". Ele impressionava-se com a União Soviética, porém desdenhava os soviéticos como "bêbados" sem "nenhuma consideração pela vida humana".
Em 7 de Maio de 1945 (véspera da Dia da Vitória na Europa) em conferência na Áustria com Robert P. Patterson, futuro secretário da guerra, Patton declarou:
| “ | (...) Devemos manter nossas botas polidas, baionetas afiadas, e apresentarmo-nos fortes perante o Exército Vermelho. Esta é a única linguagem que eles entendem e respeitam. (...) Não vamos dar tempo para que eles (soviéticos) consigam suprimentos. Se dermos, teremos apenas vencido e desarmado a Alemanha mas teremos falhado na libertação da Europa; teremos perdido a guerra! | ” |

Mais tarde em sua vida também passou a expressar cada vez mais sentimentos antissemitas e anticomunistas, resultado de suas frequentes controvérsias com a imprensa.

### Aliados e Eixo

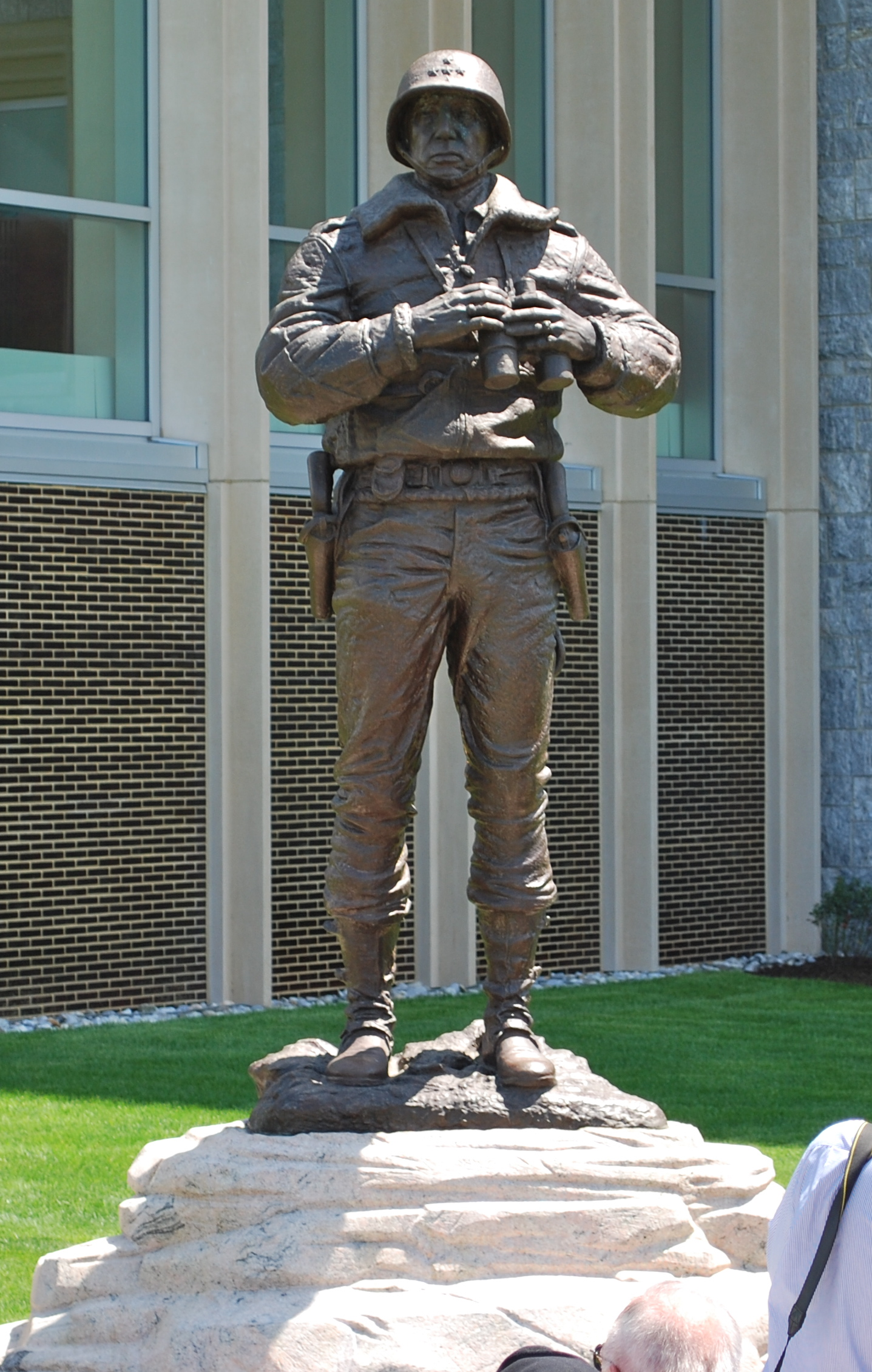
Estátua de Patton na Academia de West Point.

Eisenhower escreveu um memorando em 1 de fevereiro de 1945 avaliando as capacidades militares de seus generais subordinados na Europa. Bradley e o general da força aérea Carl Spaatz compartilharam o primeiro lugar, Walter Bedell Smith ficou em segundo e Patton em terceiro. Eisenhower revelou sua linha de raciocínio no ano seguinte ao escrever sobre o livro Patton and his Third Army: "George Patton era o comandante de exército em campo aberto mais brilhante que nosso ou qualquer outro serviço já produziu. Porém seu exército era parte de toda uma organização e suas operações eram parte de uma campanha maior". Eisenhower acreditava que outros generais deveriam receber o crédito pelo planejamento das campanhas bem sucedidas dos Aliados na Europa, em que Patton era meramente "um brilhante executor".
Não obstante a estima de Eisenhower pelas habilidades de Patton como planejador estratégico, sua opinião geral sobre o valor militar de Patton pode ser vista em sua recusa em dispensá-lo após os incidentes dos tapas de 1943, algo que ele depois comentou particularmente que "Patton é indispensável para o esforço de guerra – uma das garantias de nossa vitória". Como John J. McCloy, Secretário da Guerra Assistente, disse a Eisenhower: "O comentário de Lincoln depois deles terem ido atrás de Grant vem à mente quando penso em Patton – 'Não posso poupar este homem, ele luta". Eisenhower escreveria seu próprio tributo a Patton após a morte deste: "Ele era um daqueles homens nascido para ser um soldado, um líder ideal de combate… Não é exagero dizer que o nome de Patton causava terror no coração do inimigo".
A visão de Bradley era negativa. Patton recebeu poucos elogios nas memórias de Bradley, em que este deixou claro que teria dispensado-o imediatamente e "nunca mais tido qualquer coisa com ele" caso tivesse sido o oficial superior na Sicília em 1943. Os dois eram completos opostos em personalidade, existindo evidências consideráveis que Bradley não gostava de Patton pessoalmente e profissionalmente. O presidente Franklin D. Roosevelt aparentemente tinha grande estima por Patton e suas habilidades, afirmando que "ele é nosso maior general de batalha, e pura alegria". Por outro lado, o presidente Harry S. Truman parece ter desgostado instantaneamente do general, certo momento comparado ele e Douglas MacArthur com George Armstrong Custer.
Os comandantes britânicos em sua maioria não tinham Patton em alta estima. O marechal de campo Alan Brooke comentou em janeiro de 1943 que "Eu ouvi sobre ele, porém devo confessar que sua personalidade aventureira excedeu minhas expectativas. Não formei nenhuma grande opinião sobre ele, nem tive qualquer motivo para alterar esta visão posteriormente. Um líder arrojado, corajoso, selvagem e desequilibrado, bom para operações necessitando avanço e empurro e uma perda em qualquer operação que necessite habilidade e julgamento". Uma possível exceção era o marechal de campo Bernard Montgomery. Apesar da rivalidade entre os dois ser bem conhecida, Montgomery aparentemente admirava a habilidade de Patton para comandar tropas no campo de batalha, senão seu julgamento estratégico. Outros comandantes aliados tinha opiniões melhores, particularmente os da França Livre. O general Henri Giraud ficou incrédulo ao ouvir sobre a dispensa de Patton por Eisenhower em 1945, convidando-o para Paris a fim de ser condecorado pelo presidente provisório general Charles de Gaulle em um banquete de estado. Na ocasião, de Gaulle fez um discurso colocando as realizações de Patton no mesmo nível daquelas de Napoleão. O líder soviético Josef Stalin era aparentemente um admirador, afirmando que o Exército Vermelho jamais poderia ter planejado e executado o rápido avanço que as forças de Patton fizeram através da França.

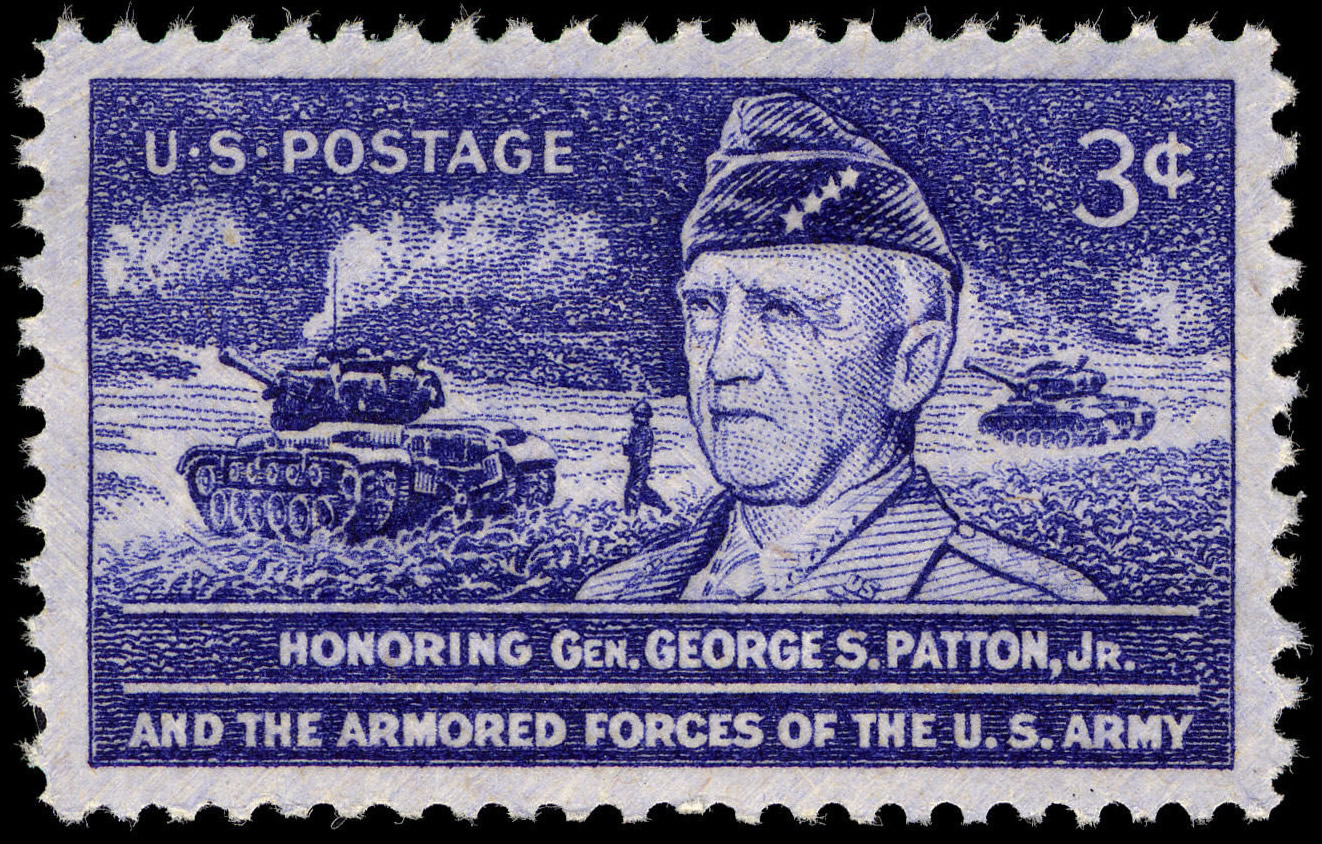
Selo postal de 1953 homenageando Patton e as forças blindadas norte-americanas.

O Alto Comando Alemão tinha mais respeito por Patton após 1943 do que por qualquer outro comandante Aliado. Adolf Hitler supostamente o chamou de "aquele general cowboy maluco". Muitos comandantes alemães foram generosos em seus elogios para Patton depois da guerra, com muitos dos mais graduados também tendo grande estima por suas habilidades. O general marechal de campo Erwin Rommel creditou Patton por executar "a realização mais surpreendente em guerra móvel". O coronel-general Alfred Jodl afirmou que Patton "era o Guderian americano. Ele era muito ousado e preferia grandes movimentações. Ele assumiu grandes riscos e conseguiu grandes sucessos". O general marechal de campo Albert Kesselring comentou que "Patton desenvolveu a guerra com tanques em uma arte e compreendeu brilhantemente como lidar com tanques em batalha. Dessa forma, sinto-me compelido a compará-lo com o general marechal de campo Rommel, que da mesma forma dominou a arte da guerra com tanques. Ambos tinham uma espécie de segunda visão para este tipo de combate". O tenente-general Fritz Bayerlein opinou que "Eu não acredito que o general Patton nos deixaria escapar tão facilmente". O marechal de campo Gerd von Rundstedt fez ao jornal norte-americano Stars and Stripes um simples comentário: "Ele é o melhor de vocês".